# Xi Jinping

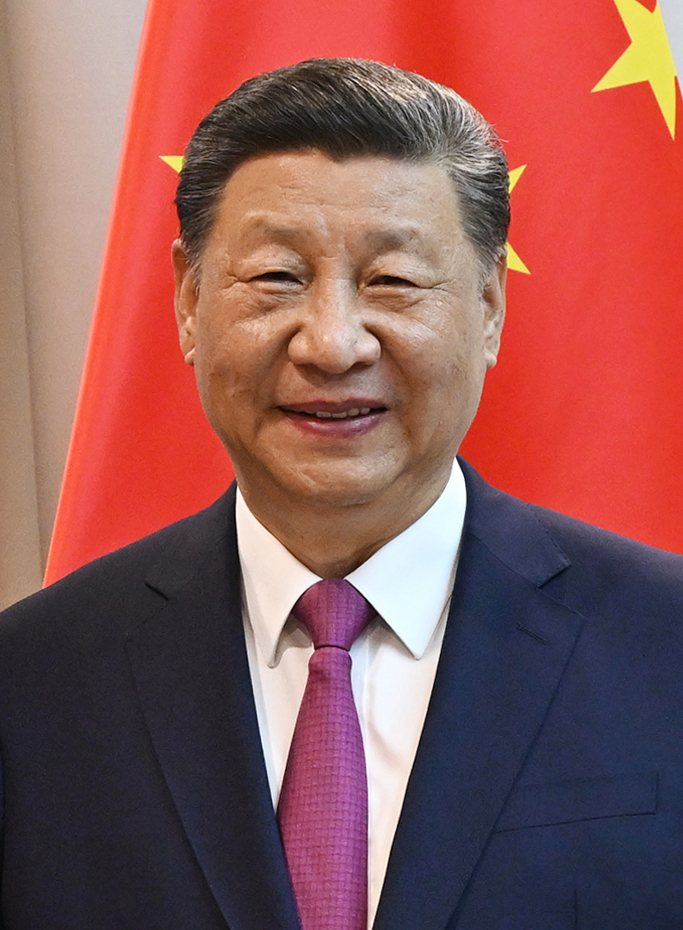
Xi Jinping (2024)

Xi Jinping (chinesisch 習近平 / 习近平, Pinyin Xí Jìnpíng, IPA: [ɕǐ tɕînpʰǐŋ]; * 15. Juni 1953 in Peking) ist ein chinesischer Politiker der Kommunistischen Partei Chinas (KPCh), seit 2012 deren Generalsekretär, Vorsitzender der Zentralen Militärkommission (ZMK) und seit 2013 Staatspräsident der Volksrepublik China. Er gilt aufgrund seiner autokratischen Machtfülle als der „Überragende Führer“ (chinesisch 最高领导人 Zuìgāo Lǐngdǎorén, englisch Paramount Leader) der Volksrepublik China und angesichts der Konzentration mehrerer Ämter in seiner Hand als einer der mächtigsten Politiker der Welt.
Xi ist der Sohn des chinesischen Politikers Xi Zhongxun, der zur ersten Generation der Führung der Volksrepublik China unter Mao Zedong gehörte und 1959 stellvertretender Ministerpräsident wurde. Doch schon vor der Kulturrevolution verlor sein Vater 1962 alle Ämter; 1978 rehabilitiert wurde Xi Zhongxun wieder zu einem einflussreichen Politiker. Xi Jinping war ab 1968 für mehrere Jahre zur Zwangsarbeit auf dem Land verbannt. Nach der Rehabilitation seiner Familie diente er erst in der Volksbefreiungsarmee (VBA) und im Verteidigungsministerium und schlug dann ab 1982 eine Karriere in der Kommunistischen Partei Chinas (KPCh) ein, die ihren Anfang in einer Dorfkommission in Hebei nahm und über die Gouverneurschaft der Provinz Fujian und die Leitung des Parteisekretariats der Provinz Zhejiang 2008 zum designierten Nachfolger von Hu Jintao und 2012 mit der Wahl zum Generalsekretär zum „Überragenden Führer“ aufstiegen ließ.
Xi hat die Reform- und Öffnungspolitik von Deng Xiaoping zurückgefahren und verfolgt sowohl eine nationalistisch als auch sozialistisch geprägte Ideologisierung des Landes. Wie seinerzeit um Mao ist um ihn seit seiner Wahl zum Generalsekretär ein Personenkult entstanden. Xis „Plan zur patriotischen Erziehung“ zielt auf die Jugend ab. Insbesondere im Internet sollen mittels Computerspielen, Apps, E-Books und generell allen Unterhaltungsangeboten Botschaften der Kommunistischen Partei Chinas (KPCh) verbreitet werden.
Gleich nach seiner Wahl zum Generalsekretär setzte Xi eine massive Antikorruptionskampagne in Gang, in deren Rahmen mehrere Millionen KPCh-Mitglieder „durchleuchtet“ wurden. Dieser Kampf gegen „Tiger und Fliegen“ richtete sich gegen hochrangige Parteifunktionäre („Tiger“), umfasste aber auch untergeordnete Staatsbeamte („Fliegen“) und korrupte Militärs in Spitzenpositionen. Die Operation ermöglichte ihm das Ausschalten seiner innerparteilichen Konkurrenten Zhou Yongkang und Sun Zhengcai; Personen im Umfeld Xis waren von dieser sowohl strafrechtlich als auch politisch motivierten „Säuberungsaktion“ nicht betroffen.
2018 ließ Xi die Amtszeitbegrenzung des Präsidenten aufheben, was ihm eine Amtsführung auf Lebenszeit ermöglicht. Der Nationale Volkskongress Chinas bestätigte ihn am 10. März 2023 als Präsident des Landes für eine dritte Amtsperiode; bis dahin war die Amtszeit des Präsidenten auf zwei Amtsperioden beschränkt gewesen.
Die Außen- und Innenpolitik Chinas ist unter Xi durch eine verstärkte digitale Überwachung der Bevölkerung durch den Staat, ein repressives Vorgehen bei der Verfolgung und Umerziehung der Uiguren in China seit 2014, die Niederschlagung der Proteste in Hongkong 2019/2020 sowie eine aggressive Haltung im Taiwan-Konflikt gekennzeichnet.
Im Zuge der Ukraine-Krise 2014 und des russischen Überfalls auf die Ukraine 2022 verstärkten sich Chinas Beziehungen zu Russland. Xi und der russische Präsident Wladimir Putin vertreten in vielerlei Hinsicht gemeinsame außenpolitische Positionen; insbesondere die Beziehungen beider Länder zu den Vereinigten Staaten sind stark belastet. Für zusätzliche Spannungen in den sino-amerikanischen Beziehungen sorgte ab 2018 der von Donald Trump ausgelöste Handelskonflikt.

## Leben

### Familie und Ausbildung

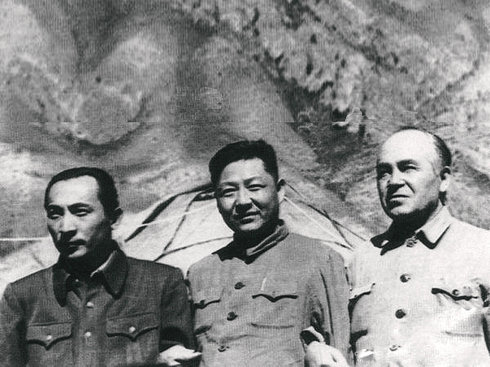
Xi Zhongxun (Bildmitte) mit Səypidin Əzizi (links) und Burhan Shahidi (rechts) im Juli 1952

Xi Jinping ist der dritte von vier Söhnen des chinesischen Politikers Xi Zhongxun und seiner Ehefrau Qi Xin. Xi Zhongxun (Xi ist der Familienname des Politikers), der aus Fuping in der Provinz Shaanxi stammte, war seit 1928 Mitglied in der Kommunistischen Partei Chinas (KPCh), Vize-Premier der Volksrepublik (VR) China (1959–1962) und Gouverneur der Provinz Guangdong (1979–1981). In seiner frühen Kindheit hatte Xi Jinping ein verhältnismäßig privilegiertes Leben als Sohn eines hohen Parteifunktionärs, der als ein Held des Chinesischen Bürgerkriegs galt, der Mao Zedong zur Macht verholfen hatte. Dies änderte sich noch vor Beginn der eigentlichen Chinesischen Kulturrevolution, als Xis Vater 1962 alle seine politischen Ämter verlor. Ihm wurde vorgeworfen, einen Mao-kritischen Schriftsteller unterstützt zu haben. Die Roten Garden demütigten und schlugen ihn in der Öffentlichkeit während der kulturrevolutionären „Kampf- und Kritiksitzungen“. Xi, seine Mutter und seine Geschwister mussten diesen Sitzungen beiwohnen. Qi Xin wurde von den Roten Garden dazu gezwungen, ihren Ehemann öffentlich zu verleumden. Sie wurde danach in ein Arbeitslager deportiert, während Xis Vater in ein Gefängnis kam. Xis Halbschwester soll durch die Vorfälle so traumatisiert worden sein, dass sie sich das Leben nahm.

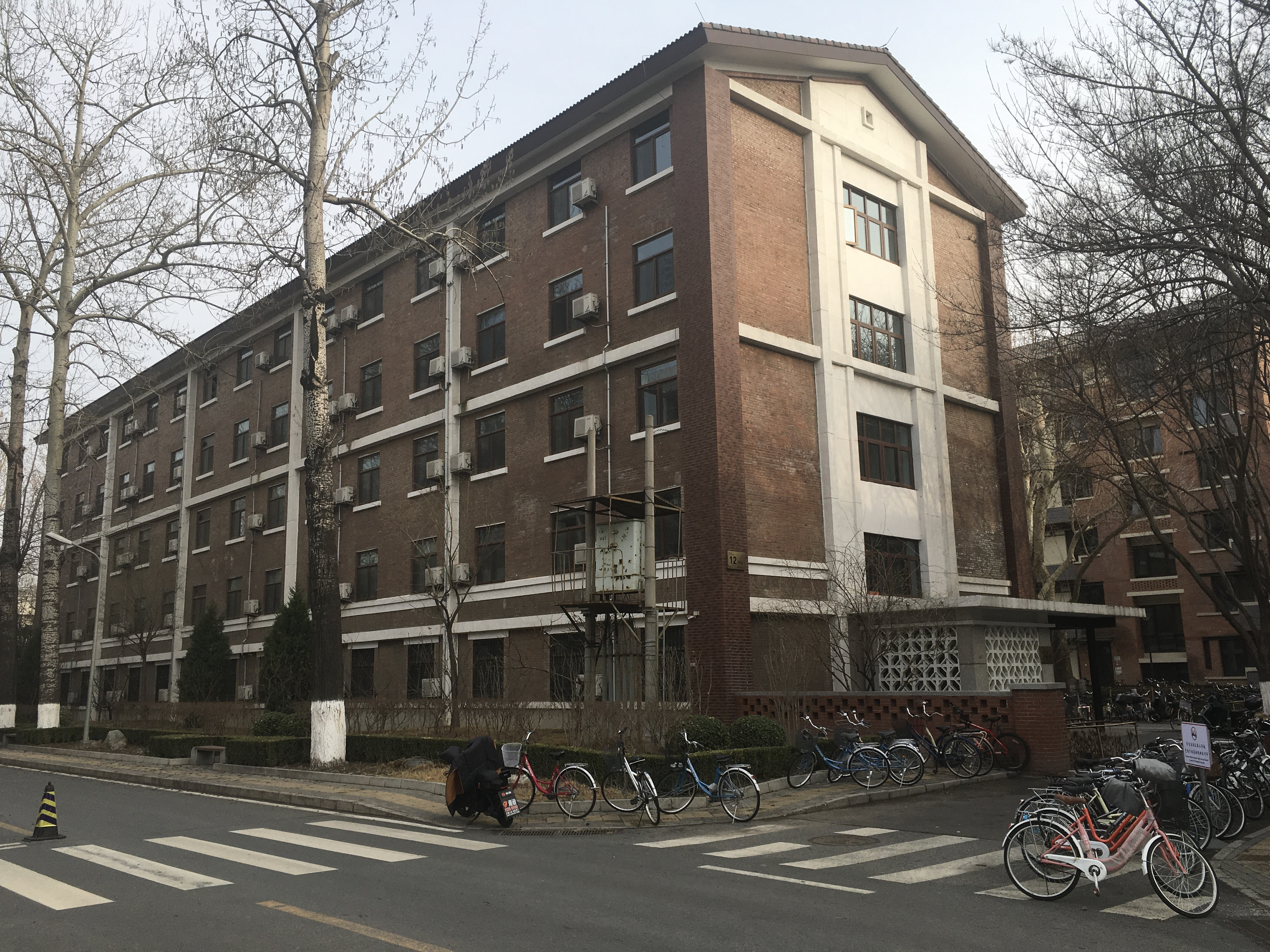
Wohnheim, in dem Xi zeitweise während des Studiums an der Tsinghua-Universität in Peking lebte

Xi wurde ohne die Protektion durch seinen Vater 1968 aus Peking verbannt und musste in den nächsten Jahren in Yan’an in der Provinz Shaanxi Zwangsarbeit ableisten. Insgesamt wurden am Ende der ersten Phase der Kulturrevolution 17 Millionen Schüler und Studenten, viele von ihnen Rotgardisten, aus den Städten auf das Land deportiert, um Feldarbeit zu leisten und von den Bauern zu lernen. Es wird angenommen, dass Xi wegen seiner privilegierten Herkunft von den Landbewohnern schlecht behandelt wurde, weswegen er nach drei Monaten zurück nach Peking flüchtete. Er wurde aufgespürt und für sechs Monate inhaftiert. Unter der Bedingung, dass er zur Landarbeit zurückkehrte, wurde er freigelassen. Dieses Mal wurde ihm Zwangsarbeit in Liángjiāhé zugeteilt, wo er die nächsten sechs Jahre verbrachte. Die Zeit in der Provinz Shaanxi war für ihn prägend und seine wichtigsten Freundschaften datieren von dorther, unter anderem zu Wang Qishan, mit dem er sich die Unterkunft in einer ausgegrabenen Höhle teilte. Xi stellte diese durch Härten und einfache Bedingungen gekennzeichnete Lebensphase in seiner weiteren politischen Karriere immer heraus und betonte, dass seine Wurzeln in Shaanxi lägen und er ein „Sohn des Lössplateaus“ sei. Diese Region gilt als Kernland Chinas und Wiege der chinesischen Zivilisation. Laut der offiziellen Version habe sich Xi in seiner Zeit in Shaanxi bewährt und sei unter den Bauern beliebt gewesen. Unabhängig davon ist wenig Genaues aus dieser Lebensphase Xis bekannt.
Mit Ende der Kulturrevolution Mitte der 1970er Jahre wurde Xi rehabilitiert. Ab 1975 studierte er Chemieingenieurwesen an der Tsinghua-Universität in Peking, wobei davon ausgegangen wird, dass er seinen Studienplatz über ein Quotensystem zugunsten der auf das Land umgesiedelten städtischen Schüler und Studenten erhielt. Generell befanden sich die chinesischen Universitäten nach fast einem Jahrzehnt der Kulturrevolution in einem desolaten Zustand, und die Qualität der Lehre hatte sich erheblich verschlechtert. Im Jahr 1979 schloss er das Studium ab.
Schon früh bestand bei Xi ein wissenschaftliches Interesse an Ideologie. Von 1998 bis 2002 absolvierte Xi deshalb neben seiner politischen Ämterlaufbahn an der Tsinghua-Universität ein postgraduales Studium der marxistischen Philosophie, das er mit einer Promotion zum Doktor der Rechte und ideologischen Bildungsarbeit abschloss. Das Thema seiner Doktorarbeit war mehr politischer als juristischer Natur und behandelte die gesellschaftlichen Entwicklungsstufen gemäß des historischen Materialismus. Xis Kernthese war, dass sich der chinesische Agrarsektor an den Markt anzupassen habe.

### Von der Zentralen Militärkommission bis zum Gouverneur der Provinz Fujian (1973–2002)
Im Jahr 1973 beantragte Xi erstmals die Mitgliedschaft in der Kommunistischen Partei Chinas (KPCh), was immer wieder abgelehnt wurde. Erst beim zehnten Versuch im folgenden Jahr wurde sein Antrag angenommen. Nach seinem ersten Studienabschluss wurde Xi in die dreiköpfige Zentrale Militärkommission innerhalb des Verteidigungsministeriums berufen, womit er als Sekretär direkt Minister Geng Biao unterstellt war. Laut Stig Stenslie und Marte Kjær Galtung (2023) sind solche persönliche Kontakte und Erfahrung verschaffende Dienstposten essenzielle Meilensteine für eine Karriere im politischen System der VR China. Zwei Jahre später, die gesamte Xi-Familie war mittlerweile politisch rehabilitiert, schuf die Abteilung Organisation der KPCh nach allgemeiner Annahme eine Sektion für die Kinder von hochrangigen Parteimitgliedern. Diese Organisation, der Xi beitrat, sollte den Nachwuchs der Partei-Elite mit hochwertigen Posten in Partei und Staat versorgen. Ungefähr zu dieser Zeit heiratete Xi zum ersten Mal. Seine Frau Ke Xiaoming war die Tochter des damaligen chinesischen Botschafters in Großbritannien Ke Hua. Von Beginn an stand die Ehe unter einem schlechten Stern, weil Ke nach London ziehen, aber Xi in China bleiben wollte.

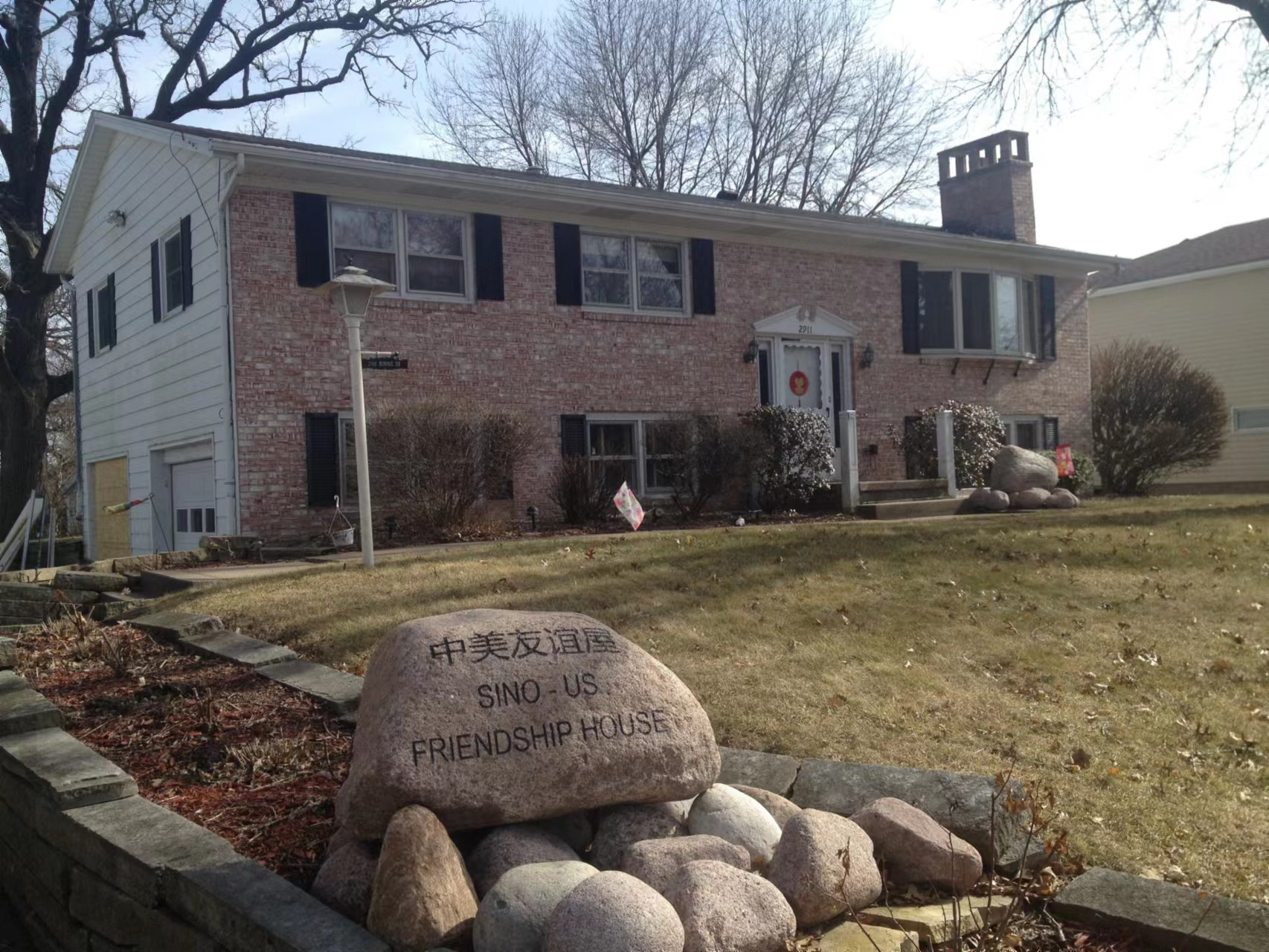
Das Haus in Muscatine, Iowa, in dem Xi während eines Auslandsaufenthalts in den USA im Jahr 1985 bei einer amerikanischen Familie wohnte. Das Haus wurde Jahrzehnte später in ein Museum umgewandelt.

Schon 1982 wurde die Ehe geschieden und Xi änderte seine Laufbahn, indem er die Volksbefreiungsarmee (VBA) und den Staatsdienst verließ und eine Karriere in der KPCh anstrebte. Dies bedeutete für ihn erst einen Rückschritt, weil für ihn die Ämterlaufbahn in der Partei von vorne begann. Sein erster Posten war dementsprechend in einem Dorfkomitee der KPCh in Hebei in einer ärmlichen, landwirtschaftlich geprägten Region. Diese Gremien waren damals mit der Steuereintreibung und Überwachung der Ein-Kind-Politik betraut und bei der Bevölkerung daher alles andere als beliebt. Dass sich Xi dieser Herausforderung stellte, wurde andererseits von der Abteilung Organisation der KPCh wohlwollend aufgenommen und verschaffte ihm den Ruf eines „vielversprechenden jungen Führers“. Er profitierte bei seinem weiteren Aufstieg außerdem von der Reform- und Öffnungspolitik, die Deng Xiaoping als „Überragender Führer“ ab 1978 initiierte. Die von ihm eingerichteten Sonderwirtschaftszonen an der Ostküste wirkten sich mit ihren ökonomischen Reformen auch in der Provinz Hebei aus, wo Xi bis 1985 in unterschiedlichen Parteifunktionen aktiv war. Anschließend ernannte ihn die KPCh zum Vizebürgermeister von Xiamen im Süden der Provinz Fujian, in der sich sein politischer Aufstieg in den nächsten 17 Jahren abspielte. Hier erlebte Xi ab 1985 eine der Sonderwirtschaftszonen aus erster Hand und hatte häufigen Kontakt zu Hu Yaobang, dem damaligen Generalsekretär der KPCh.

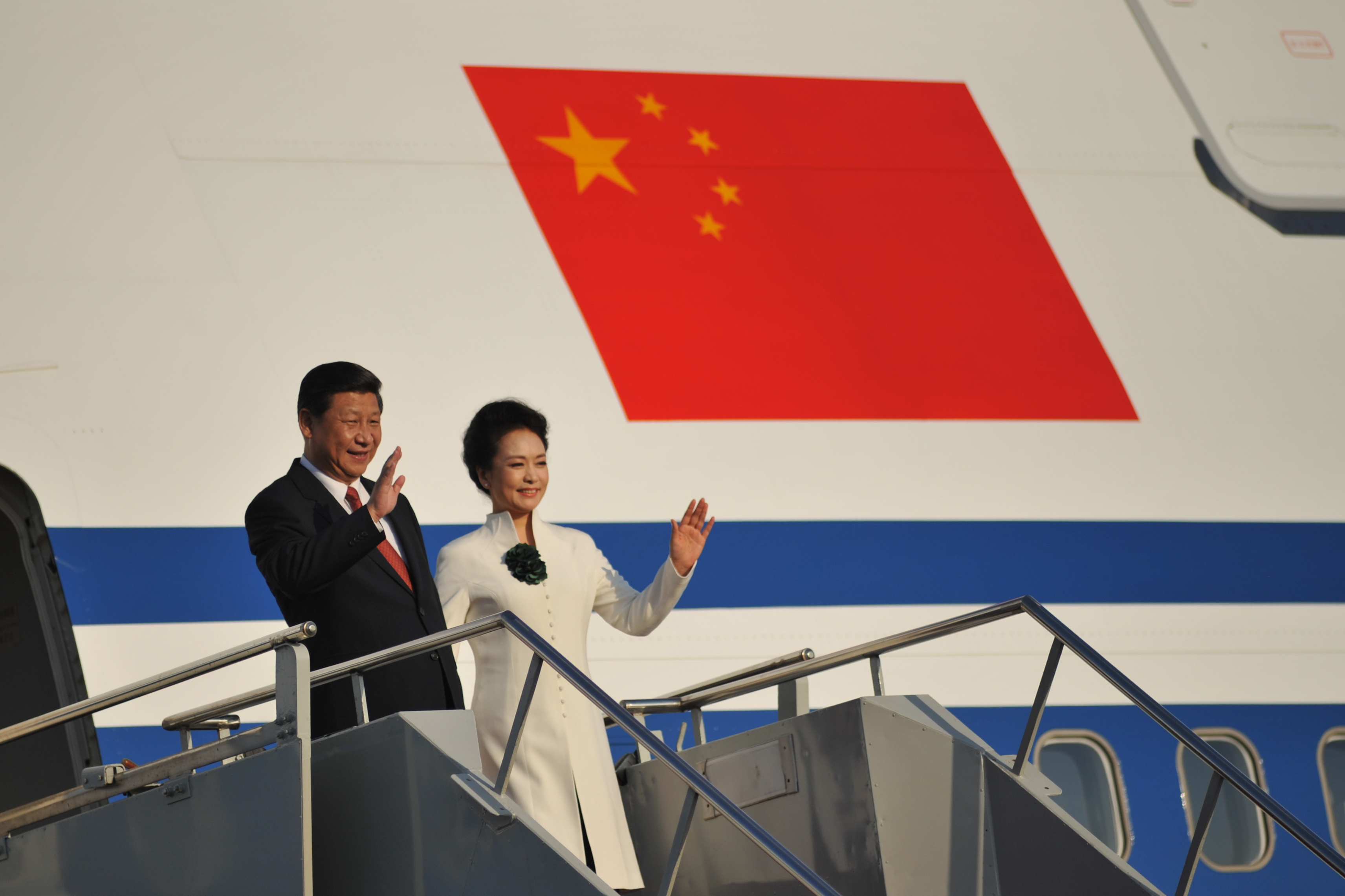
Xi mit seiner Frau, der Volkssängerin Peng Liyuan, im Jahr 2013

Im Jahr 1987 heiratete Xi erneut. Bei der Gattin handelte es sich um die populäre Volkssängerin Peng Liyuan, eine Generalmajorin im Musikkorps der VBA. Xi profitierte von der Prominenz seiner Gattin und wurde bis zu seinem Aufstieg zum Vizepräsident 2008 allgemein als „Peng Liyuan’s Ehemann“ bezeichnet. Über sie konnte er eine enge Beziehung zu Zeng Qinghong aufbauen, der zu dieser Zeit Vizepräsident der VR China war und eine wichtige Rolle in der innerparteilichen Faktion der „Shanghai-Clique“ spielte. Im Jahr 1988 unterlag er im Rennen um das Bürgermeisteramt, wurde danach Parteisekretär in der Provinz und anschließend in Fuzhou, der Hauptstadt Fujians. Bis 1997 stieg er zum Vizegouverneur der Provinz auf. Im gleichen Jahr kandidierte er für das Zentralkomitee der KPCh (ZK) und erreichte Platz 151. Dank einer, wahrscheinlich von Jiang Zemin angeordneten, Erweiterung des Gremiums um einen Sitz auf 151 zog Xi in das ZK ein. Im Jahr 2000 wurde er Gouverneur der Provinz Fujian und einer der jüngsten Amtsinhaber Chinas.
Sein Wirken in der Provinz wurde von der Partei-Elite aufmerksam wahrgenommen, denn Fujian stieg unter seiner Ägide wirtschaftlich auf Augenhöhe mit den anderen Küstenprovinzen und verzeichnete laut offiziellen Statistiken ein jährliches Wachstum des Bruttosozialprodukts von 13 Prozent. Gemäß der damaligen politischen Linie priorisierte Xi die Privatwirtschaft und ein ökonomisches Wachstum. Er fiel zudem dadurch auf, dass er nicht wie die meisten anderen politischen Größen in Fujian in einen umfangreichen Korruptionsskandal verwickelt war. Laut Stenslie und Galtung (2023) scheint er außerdem im Gegensatz zu vielen anderen Angehörigen der Partei-Elite seine Geschwister nicht nepotistisch gefördert zu haben.

### Vom Parteisekretär der Provinz Zhejiang zum Vizepräsidenten der VR China (2002–2012)
Im Jahr 2002 wurde Xi Parteisekretär in der wirtschaftlich bedeutsamen Provinz Zhejiang. Zur ökonomischen Modernisierung der Region ließ Xi die Textil- und Metallindustrie herunterfahren oder in andere Provinzen umsiedeln, um sie durch zukunftsträchtigere Branchen wie die Automobilindustrie sowie Kommunikations- und Informationstechnologie zu ersetzen. Bis 2007 verdoppelte sich das Bruttoinlandsprodukt Zhejiangs und die Exporte stiegen jährlich um 33 Prozent an, was vom „Überragenden Führer“ Hu Jintao öffentlich gelobt wurde. Für Xis weiteren Aufstieg stellte sich ferner der Umstand als nützlich heraus, dass Jiang nach einer politischen Niederlage 2004 sich für ein Jahr in Hangzhou, der Hauptstadt von Zhejiang, erholte und in dieser Zeit enge Bande zu ihm knüpfte. Im Jahr 2007 folgte Xi Chen Liangyu als Parteisekretär in Shanghai. Xis Aufstieg in höchste Ämter wurde damit immer wahrscheinlicher, denn zum einen war die „Shanghai-Clique“ in der KPCh besonders einflussreich, zum anderen war diese Metropole bereits in den 1980er Jahren das Sprungbrett für Jiang in die Position des „Überragenden Führers“ gewesen. Obwohl er nur sieben Monate in diesem Amt tätig war, konnte er sich mit dieser Fraktion gut vernetzen. Seinem weiteren Aufstieg kam neben den wirtschaftlichen Erfolgen in Fujian und Zhejiang zugute, dass er politisch zurückhaltend agierte, meist den Weg des geringsten Widerstands wählte und sich keine Feinde machte. Außerdem zeigte er sich geschickt darin, zu vermitteln und Kompromisse zu bilden. Obwohl Angehöriger der „Prinzenpartei“ erhielt er auch die Unterstützung von den wichtigen KPCh-Faktionen der von Jiang angeführten „Shanghai-Clique“ und der „Jugendliga-Faktion“, zu der Hu gehörte.
Xi wurde im Oktober 2007 in den Ständigen Ausschuss des Politbüros der KP Chinas gewählt, ihm unterstanden die Angelegenheiten von Hongkong und Macau. Er hatte damit die Spitzenebene der chinesischen Politik erreicht und war hier mit Li Keqiang der einzige, der vom Lebensalter her für einen Aufstieg zum „Überragenden Führer“ auf dem 18. Parteitag der KPCh 2012 in Frage kam. Li war zwar der Favorit von Hu, aber Xi hatte die höhere Parteistellung inne, was ihn zum designierten Nachfolger Hu’s prädestinierte. Im März 2008 wurde Xi auf der Sitzung des 11. Nationalen Volkskongresses zum Vizepräsidenten der VR China gewählt. Er konnte sich in dieser Rolle weiter profilieren, indem er wichtige Staatsbesuche unternahm, die Opfer des Erdbebens in Sichuan vor Ort besuchte und die Verantwortung für die Olympischen Sommerspiele in Peking übertragen bekam. Außerdem oblagen ihm die Beziehungen zu Hongkong und Macau. Die Sommerspiele im August 2008 wurden zu einem Erfolg und brachten China einen Prestigegewinn im Ausland. Des Weiteren wurde Xi mit der Vorbereitung des 60. Jahrestags der Gründung der VR China betraut und erhielt die Leitung über die Zentrale Parteihochschule der KPCh. Dies ermöglichte ihm, den Tätigkeitsbericht über das ausscheidende Politbüro für den 18. Parteitag zu verfassen, an dem sieben von neun Mitgliedern dieses Gremium verließen. Dieser Text hat eine hohe politische Bedeutung, weil er nicht nur die Arbeit dieses Gremiums bilanziert, sondern auch einen Ausblick in die Zukunft bietet.
Vor dem 18. Parteitag der KPCh im November 2012, für den Hu seinen Rücktritt als Generalsekretär angekündigt hatte, bestand kaum ein Zweifel an der Wahl Xis zum nächsten „überragenden Führer“. Dennoch sah er sich in der Partei bis Anfang 2012 Konkurrenz ausgesetzt. Den gefährlichsten Rivalen stellte das Politbüromitglied Bo Xilai dar. Der Parteisekretär von Chongqing war sehr populär, charismatisch und stach mit seiner Politik und Amtsführung aus der Partei-Elite hervor. Bo gab im Ausland zu Spekulationen Anlass, dass sein „Chongqing-Modell“ möglicherweise eines für China insgesamt werden könnte, sollte er an die Spitze der KPCh kommen. Dieses Modell zeichnete sich in vielen Feldern durch eine Rückkehr zum Maoismus in modernem Gewand aus; Maßnahmen waren unter anderem eine Stärkung des Sozialstaats, Verbot von Fernsehwerbung, der Massenversand ideologischer Textnachrichten und die Verschickung hoher Amtsträger zur Feldarbeit aufs Land. Außerdem setzte Bo eine mit brutalen Methoden arbeitende Kampagne gegen Korruption und das organisierte Verbrechen in Gang, in das auch hohe Parteifunktionäre verwickelt waren. Mit Bo Yibo hatte er wie Xi eine Führungsfigur aus der ersten Generation der VR China zum Vater und zählte somit zur „Prinzenpartei“ innerhalb der KPCh. Sein großer Nachteil war, dass er nicht zum innersten Führungszirkel der Partei, dem Ständigen Ausschuss des Politbüros, gehörte. Alle seine Chancen lösten sich im Februar 2012 in Luft auf, als der Polizeichef von Chongqing Wang Lijun vor ihm in das Konsulat der Vereinigten Staaten floh und Bo’s Frau Gu Kailai beschuldigte, den britischen Geschäftsmann Neil Heywood vergiftet zu haben. Zudem hatte Wang Dokumente bei sich, die Korruption und Misswirtschaft unter Bo’s Führung bewiesen. Im Ständigen Ausschuss des Politbüros setzte sich Xi in dieser Causa, die weltweit Schlagzeilen gemacht hatte, gegen Zhou Yongkang durch und konnte Wen Jiabao und Hu davon überzeugen, nicht nur Wang, sondern auch Bo und Gu zu belangen. Kurz vor dem 18. Parteitag wurde Bo aus allen Parteiämtern entfernt und zu einer lebenslangen Freiheitsstrafe verurteilt. Im März 2012 schied mit Ling Jihua, dem Sekretariatsleiter des ZK und Vertrauten Hu’s, ein weiterer Konkurrent für Xi um die „überragende Führerschaft“ aus dem Rennen. Als dieser die Umstände des Unfalltods seines Sohnes zu verschleiern versuchte, kam dieser Vorfall und auch andere Fälle von Amtsmissbrauch ans Tageslicht. Im August 2012 trat Ling von seinen Parteiämtern zurück; später wurde er aus der KPCh ausgeschlossen und zu einer lebenslangen Freiheitsstrafe verurteilt. Mit dem Ausscheiden Ling’s verringerten sich die Chancen von Hu, auf die neue Führungsgeneration der KPCh Einfluss zu nehmen.

### 18. Parteitag der KPCh und Wahl zum Generalsekretär (2012)

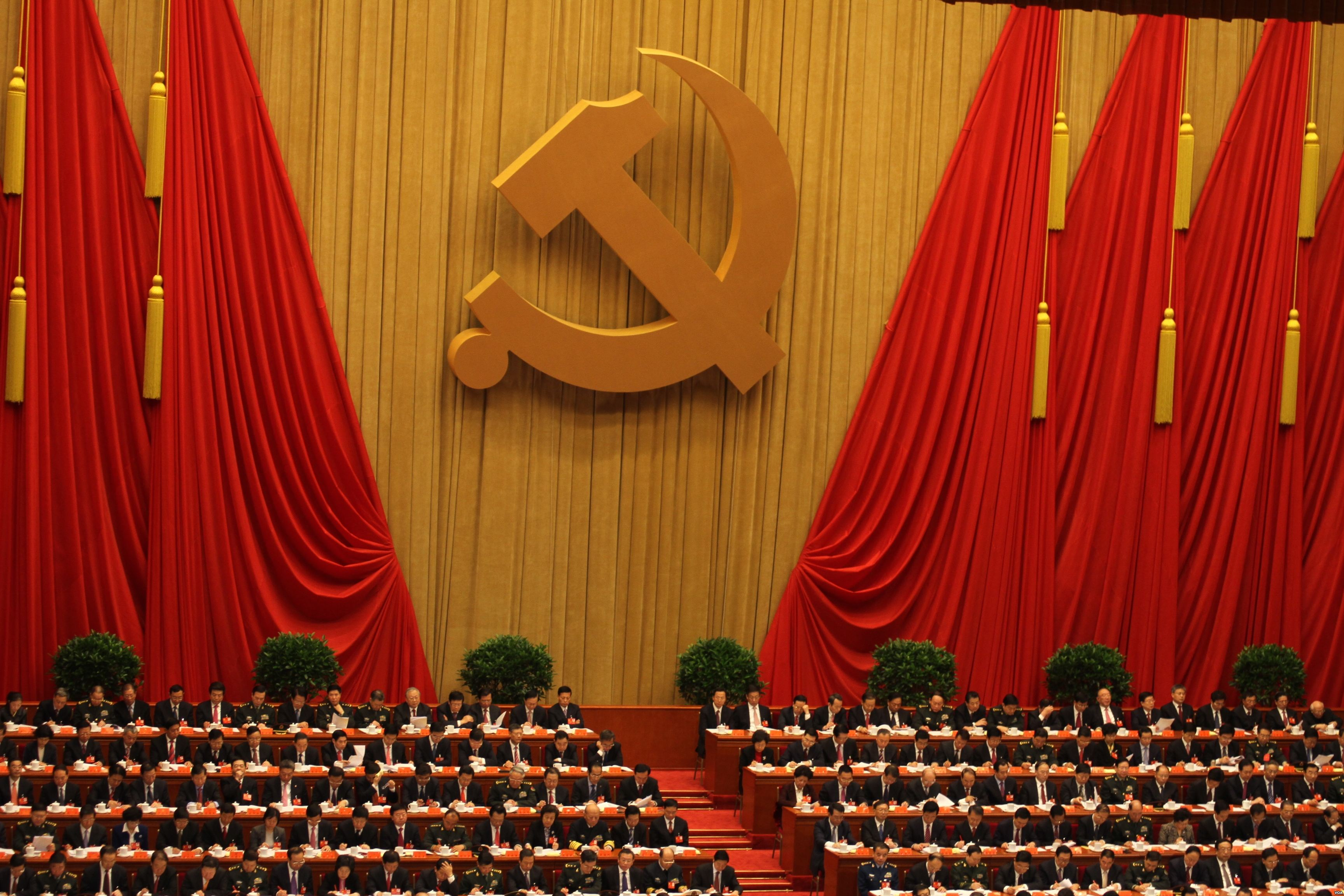
18. Parteitag der KPCh (Dong Fang, 12. November 2012)

In den zwei Wochen vor dem 18. Parteitag der KPCh, der am 8. November 2012 begann, verschwand Xi von der Bildfläche, was zu wilden Spekulationen Anlass gab. Die Erklärung dafür wird bis heute geheim gehalten. Der von Xi verfasste und von Hu auf dem Parteitag präsentierte Tätigkeitsbericht stellte sich als Sensation heraus. Anders als bis dahin üblich erging sich der „überragende Führer“ nicht in Eigenlob, sondern warnte vor den „vier großen Gefahren“ für die Partei. Bei diesen handelte es sich um geistige Trägheit, unzureichende Fähigkeit, Entfremdung vom Volk und Korruption, was alles Probleme innerhalb der KPCh seien. Laut Stenslie und Galtung (2023) drückte Hu damit eine allgemeine Unzufriedenheit der Parteiführung mit der allgemeinen Lage aus, die durch ein langsameres Wachstum, zunehmende Spaltung innerhalb der KPCh und bis in die höchsten Ränge reichende Korruption gekennzeichnet war, die bis zur Familie des Premierministers Wen reichte, wie sich später herausstellte. Die Skandale um Ling und Bo im Vorfeld des Parteitags hatten zudem das Vertrauen in die Partei erschüttert und die Krisenstimmung verschärft, während die Bevölkerung immer mehr mit Umweltproblemen wie zum Beispiel Wasser- und Luftverschmutzung zu kämpfen hatte, die sich zunehmend auf ihre Gesundheit auswirkten. Außerdem verstärkten der demografische Wandel und die wachsende Ungleichverteilung von Vermögen und Einkommen die sozialen Spannungen innerhalb der Gesellschaft, wie der enorme Anstieg von Demonstrationen seit 1993 offenbarte.
Am 15. November 2012 wurde Xi Jinping schließlich zum Generalsekretär der Partei gewählt. Ebenfalls auf diesem Parteitag wurde Xi zum Vorsitzenden der Zentralen Militärkommission (ZMK) bestimmt. Mit der Wahl Xi Jinpings zum Generalsekretär der KPCh kam zwar ein Angehöriger der „Fünften Führungsgeneration der Volksrepublik China“ an die Macht, aber laut Bo Zhiyue (2016) war er neben Li Keqiang das einzige Mitglied des siebenköpfigen 18. Ständigen Politbüroausschusses aus dieser Generation.
Stenslie und Galtung (2023) identifizieren vier Faktoren für Xis Aufstieg zum Generalsekretär der KPCh, die zum Zeitpunkt seiner Wahl 85 Millionen Parteimitglieder hatte. Erstens habe Xi einige Erfolge vorzuweisen gehabt, was in einem politischen System, das durch den tief verwurzelten Konfuzianismus eine meritokratische Prägung hat, ein wichtiger Aspekt ist. Zweitens war Xi nicht zu fest mit einer der Partei-Faktionen verbunden und hatte sich in der Vergangenheit als Konsensfinder und Bekämpfer von Korruption Ansehen verschafft. Drittens kam Xi seine „adelige“ Abstammung von Xi Zhongxun zugute, die ihn mit der Gründergeneration der VR China verband. Die Bedeutung familiärer Bande war in der Mao-Ära von großer Bedeutung gewesen und erlebte im 21. Jahrhundert ein Comeback. Viertens sahen die Parteigranden in Xi Qualitäten, die Hu hatte vermissen lassen, so dass hinsichtlich dessen Führung von manchen als einem verlorenen Jahrzehnt gesprochen wurde. Sie schätzten an ihm die Gelassenheit und das Selbstvertrauen, das Xi ausstrahlte, während Hu eine steife und unbeholfene Persönlichkeitswirkung hatte. Sie erhofften sich vom neuen Generalsekretär einen Popularitätsschub für die KPCh in der Bevölkerung.

### „Überragender Führer“ (seit 2012)
Anders als der letzte „Überragende Führer“ Hu, der sich nach seinem Aufstieg Konkurrenz durch den populären Jiang und die „Shanghai-Clique“ ausgesetzt sah, konnte Xi in der Folge seine Machtstellung problemlos festigen. Im März 2013 wurde er vom 12. Nationalen Volkskongress zum Staatspräsidenten der VR China gewählt. Im November des gleichen Jahres erhielt Xi den Vorsitz über zwei mächtige und neu geschaffene Kommissionen, nämlich die Zentralkommission für umfassende Reformvertiefung (Reformkommission) und die Nationale Kommission für Sicherheit (Sicherheitskommission). Die Reformkommission gab ihm die Richtlinienkompetenz für Reformen in der Wirtschafts-, Sozial- und Kulturpolitik. Dies brach mit der bisherigen Tradition, dass in diesem Feld vor allem der Ministerpräsident die Agenda bestimmte. Viele Beobachter sahen darin eine Ausbootung von Li, der in der Parteihierarchie an zweiter Stelle kam. Der Vorsitz in der Sicherheitskommission sicherte Xi die direkte Kontrolle über die VBA, Polizei, Sicherheitsapparat und Justiz, die in der Ägide von Hu unter der Führung von Zhou noch große Eigenständigkeit gegenüber der Parteizentrale bewahrt hatten. Seine Gewalt über Streitkräfte, Gerichte und Polizei wurden außerdem darüber abgesichert, dass nahezu zeitgleich mit Xis Aufstieg zum „Überragenden Führer“ Zhou und etliche seiner politischen Weggefährten wegen Korruption und Machtmissbrauch inhaftiert wurden. Er stellte außerdem sicher, dass die Sicherheitskommission nur auf seine Order hin operieren durfte, womit andere Parteiorgane ausgeschaltet wurden.
Der 13. Nationale Volkskongress entschied am 11. März 2018, die in der Verfassung festgelegte Amtszeitbegrenzung des Präsidenten auf zwei Wahlperioden aufzuheben und ermöglichte Xi Jinping damit eine Amtszeit über das Jahr 2023 hinaus. Diese Regelung war vormals von Deng eingeführt worden, um eine Machtkonzentration wie der von Mao einen Riegel vorzuschieben. Von den knapp 3000 Delegierten auf dem Volkskongress stimmten lediglich zwei gegen diese Verfassungsänderung.
Im November 2021 verabschiedete die KPCh eine „Resolution der wichtigsten Errungenschaften und historischen Erfahrungen der KPCh im vergangenen Jahrhundert“, die als Manifest für eine dritte Amtszeit Xis als Generalsekretär diente. Der 20. Parteitag der KPCh bestätigte ihn im Oktober 2022 als Parteiführer. Für Aufsehen sorgte die Szene, in der Hu mitten in der Tagung von Sicherheitskräften aus der Großen Halle des Volkes geführt wurde. Durch einen Austausch der Hälfte des Politbüros sowie eines Großteils des Ständigen Komitees und die Nachbesetzung mit treuen Gefolgsleuten konnte Xi seine Kontrolle über die Partei weiter stärken. Ersetzt wurden unter anderem die zur „Jugendliga-Faktion“ zählenden Li, Hu Chunhua und Wang Yang. Der Parteitag setzte für Xis Wiederwahl die bis dahin gültige Amtszeit- und Altersbegrenzung für Generalsekretäre und Vorsitzende des ZMK außer Kraft. Außerdem wurde seine Führungsrolle im Parteistatut fixiert. Wenngleich ihm dort keine lebenslange Führungsposition zugestanden wurde, ist laut Willy Wo-Lap Lam davon auszugehen, dass Xi mindestens bis zum 22. Parteitag im Jahr 2032 der „Überragende Führer“ bleiben wird. Das 2022 gewählte Politbüro war außerdem das erste seit 25 Jahren ohne weibliche Mitglieder; die von jeher bestehende Übermacht der Männer in den Spitzenämtern der KPCh verstärkte sich unter Xi.
Am 10. März 2023 wählte der Nationale Volkskongress Chinas Xi Jinping für eine dritte Amtsperiode zum Präsidenten der VR China. Alle 2952 Delegierten stimmten auf der Jahrestagung des Nationalen Volkskongresses in der Großen Halle des Volkes in Peking für eine weitere Verlängerung der Amtszeit von Xi um weitere fünf Jahre. Bis zu diesem Zeitpunkt hatte sich Xi mehr als ein Dutzend Spitzenpositionen in Partei, Staat und Militär gesichert, darunter den Vorsitz in zehn Kommissionen. Themen dieser Ausschüsse sind vor allem Wirtschafts- und Militärreformen sowie Außenpolitik. In diesem Zusammenhang erhielt er den Spitznamen „Vorsitzender von allem“. Hinzu kommt eine Reihe von offiziellen und halboffiziellen Titeln, mit denen sich Xi in KPCh-Dokumenten schmückt. So wurde Xi auf dem 19. Parteitag der KPCh im Oktober 2017 als das „Zentrum der Führung“ in die Parteiverfassung eingetragen, der vierte „Überragende Führer“ nach Mao, Deng und Jiang, dem dies gelang. Im Oktober 2020 bezeichnete ihn das ZK als „bestimmenden Steuermann und Schiffskapitän“, eine an den „großen Kapitän“ Mao erinnernde und seitdem nicht mehr verwendete Metapher. Zudem kursieren in den Staatsmedien weitere Titel, die noch nicht Eingang in die offiziellen Veröffentlichungen und Schriften der Partei gefunden haben.
Laut Stenslie und Galtung (2023) werden in der sinologischen Fachliteratur zwei Hypothesen zu Xis Aufstieg und zu seiner, über die Macht der Vorgänger hinausgehende, Konsolidierung als „Überragender Führer“ diskutiert. Mehrheitlich wird argumentiert, dass Xi mit Mitteln wie Machtzentralisierung und der Antikorruptionskampagne politische Konkurrenten ausgeschaltet und die Partei diszipliniert habe. Die bis dahin tradierte und die unterschiedlichen Faktionen ausbalancierende kollektive Führung in der Staats- und Parteispitze habe er autokratisch aufgebrochen und die aus der Ära Deng’s stammende Alters- und Amtszeitbeschränkung für Staatspräsidenten und Generalsekretäre außer Kraft gesetzt. Ihm sei außerdem zugutegekommen, dass seine Vorgänger Hu und Jiang wenig Interesse zeigten, gegen ihn zu intrigieren, und sein Hauptkonkurrent Bo über die Vergiftungsaffäre um seine Frau stürzte. Die von einer Minderheit wie dem Politikwissenschaftler David Shambaugh vertretene zweite Hypothese postuliert, dass die KPCh-Spitze selbst den Schwenk von der Soft Power Jiang’s und Hu’s hin zu einem „starken autoritären Führer“ gesucht habe. Diese Wende sei etwa um 2009 in der Partei zu beobachten gewesen und habe mit der wahrgenommenen Schwäche von Jiang und Hu zu tun gehabt. Statt einer Fortführung der Reform- und Öffnungspolitik sei ein „aufgeklärter Despotismus“ als Rettungsanker für das kriselnde Einparteiensystem angesehen worden. Dies könne erklären, weshalb Xi auf keine Widerstände in der KPCh-Führung gestoßen sei, als er seine autokratische Machtfülle aufgebaut habe. Für eine von der KPCh geplante Machtzentralisierung auf Xi spricht außerdem, dass der Personenkult um ihn unmittelbar nach seiner Wahl angefangen habe und im weiteren Verlauf auf keine besonderen Widerstände bei anderen Parteigrößen gestoßen sei.

#### Personenkult

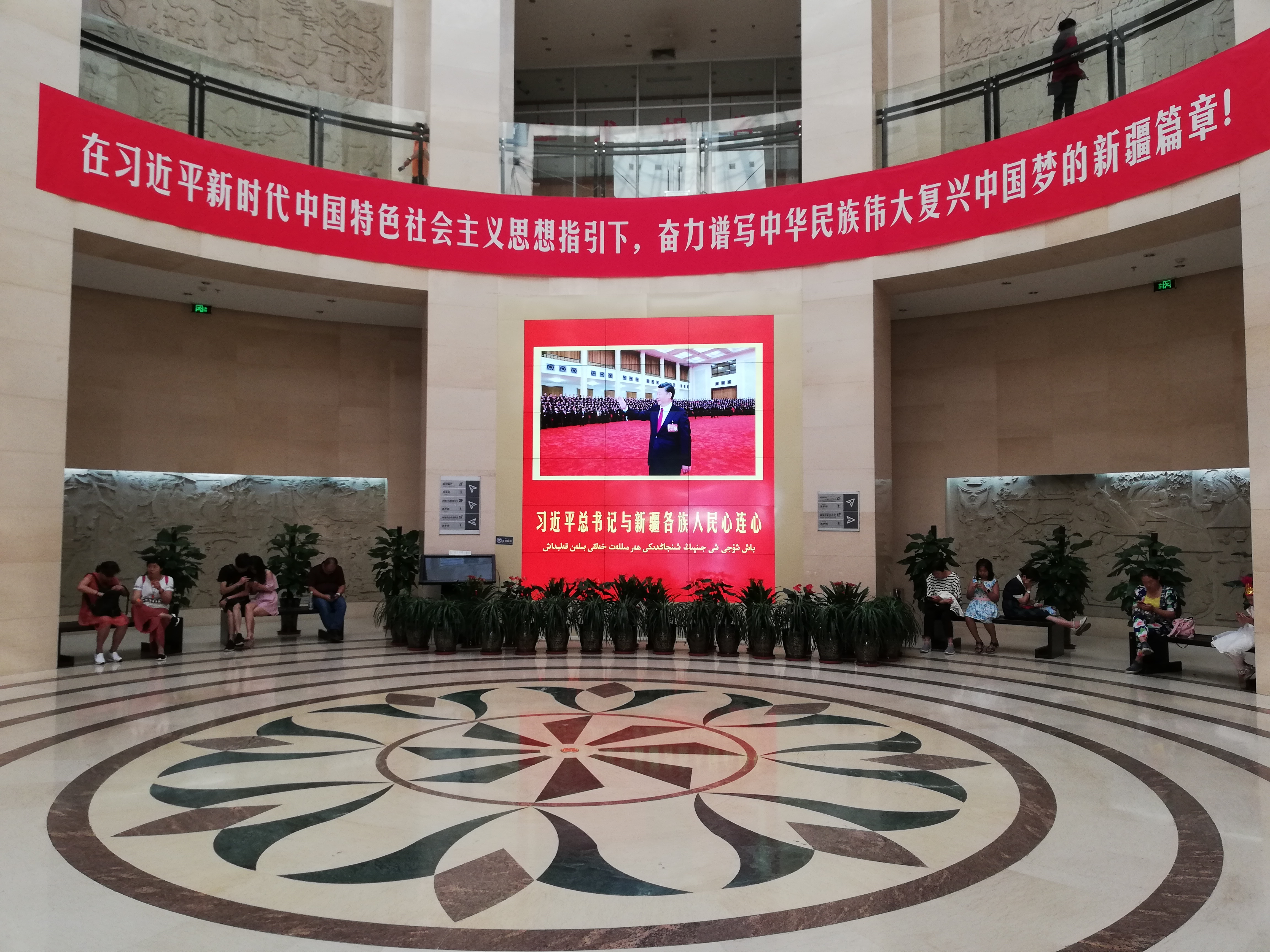
Xi-Jinping-Halle in einem Museum in Ürümqi (2018)

Sofort nach der Wahl zum Generalsekretär entstand um Xi ein Personenkult. Seine Abbildung wurde zu einer omnipräsenten Ikone, was der bisherigen Norm in der chinesischen Spitzenpolitik seit Mao zuwiderlief. Nach dessen Tod 1976 war es zu einer kritischen Bewertung seiner Herrschaft durch die KPCh gekommen und Deng hatte in der Folge jeglichen politischen Personenkult zum Tabu erklärt. Im Jahr 1982 sorgte dieser für ein entsprechendes Verbot in der Verfassung. Jiang ließ später gesetzlich fixieren, dass er als „Überragender Führer“ der Primus inter pares sei. Maßgeblich in der Steuerung des Personenkults ist die Abteilung für Öffentlichkeitsarbeit der KPCh, die während der ersten zehn Jahre von Xis Herrschaft von seinem engen Vertrauten Huang Kunming geleitet wurde. Vorteilhaft für die staatlich gelenkte Propagandakampagne war, dass in der chinesischen Öffentlichkeit wenige biographische Details zum „Überragenden Führer“ bekannt waren, die bei der Präsentation von Xi als nahezu göttlichem Wesen hätten stören können. So erschien Xis Name in den ersten 18 Monaten seiner Parteiführung doppelt so häufig in den Zeitungen der VR China wie der jedes anderen neuen „Überragenden Führers“ seit Mao. Der Personenkult spiegelt sich auch in der Kultur wider; Bücher, Comics, Popmusik und sogar Tanzschritte wurden zu seiner Lobpreisung kreiert. In Liedern wird nicht nur er als „Xi Dada“, was als Vater, Onkel oder großer Bruder übersetzt werden kann, sondern auch seine Gattin als „Peng Mama“ besungen. In Parks und auf Plazas werden Lieder und Tänze zur Lobpreisung von Xi durchgeführt, die als Massenphänomen und in ihrer Form an die Loyalitätstänze für Mao während der Kulturrevolution erinnern. Selbst ein Comic über Xis Leidenschaft für Fußball existiert. Auf dem populären Fernsehsender Hunan Television wurde zur Hauptsendezeit eine Quizsendung eingeführt, in der es um Xis Leben und seine Ideologie geht. Die Mobile App „Studiere Xi, um das Land zu stärken“ vergibt Punkte an die Benutzer, wenn sie Reden des „Überragenden Führers“ anschauen oder Fragen zu seiner Person beantworten. Parteimitglieder, Staatsbedienstete und Studenten werden nach ihrem Punktestand auf dieser App beurteilt und müssen mit Sanktionen rechnen, wenn sie nicht eine tägliche Mindestpunktzahl erreichen. Stenslie und Galtung (2023) ordnen die App „Studiere Xi, um das Land zu stärken“ von ihrer Bedeutung und Massenwirkung her als digitales Äquivalent zur Mao-Bibel ein.
Die kultische Verehrung von Xi spiegelt sich auch im akademischen Diskurs wider. So wurden in China bis 2023 knapp 50 Prozent aller staatlich geförderten Forschungsprojekte im Bereich der Sozialwissenschaften und Philosophie nach ihm benannt. Im Jahr 2018 waren von den beliebtesten Forschungsthemen im akademischen Betrieb drei mit der Ideologie Xi Jinpings verbunden; schon zuvor waren an mehreren Universitäten dazugehörige Institute geschaffen worden. Die Untersuchungen zu Xi sind meist positiv und werden häufig von Parteifunktionären veröffentlicht. So brachte im Frühjahr 2018 die Zentrale Parteihochschule eine Schriftenreihe heraus, in der die vermeintlich positive Rezeption des „Überragenden Führers“ im Ausland thematisiert wurde. Die Ausstellung Nach fünf Jahren im Herbst 2017 in Peking sollte den Fortschritt der Volksrepublik China in der ersten Amtszeit von Xi als Generalsekretär zeigen, drehte sich aber tatsächlich nahezu ausschließlich um seine Person. Andererseits legt Xi Wert darauf, sich bei seinen öffentlichen Auftritten als Mann des Volkes zu präsentieren. Bei einem Besuch in Liángjiāhé, dem Dorf, wo er während der Kulturrevolution zur Landarbeit verbannt war, brach er mit einer jovialen Bemerkung das Eis. Ein anderes Beispiel, das in der Öffentlichkeit große Aufmerksamkeit erlangte, war ein Einkauf in einer einfachen Garküche in der Hauptstadt, wo Xi sich in die Warteschlange stellte und das Essen anschließend auch im Lokal einnahm. In die entgegengesetzte Richtung geht die Wiederbelebung der Phrase „Zehntausend Jahre“, eine Grußformel für den Herrscher aus dem kaiserlichen China. Nach Mao erlaubte kein „Überragender Führer“ mehr ihren Gebrauch, während sie unter Xi zum Zwecke seiner kultischen Verehrung wieder Eingang in die Öffentlichkeit fand. Liángjiāhé wurde zu einem Pilgerort, während Kirchen und buddhistische Tempel, aber auch Privathaushalte dazu genötigt wurden, religiöse Symbole an zentraler Stelle durch Abbildungen von Xi zu ersetzen. Den Bereich ritueller Verehrung deckt zudem seit 2017 die von Tencent entwickelte App „Applaudiere für Xi“ ab, die sofort zu einem Massenphänomen wurde. Die Benutzenden sollen innerhalb eines vorgegebenen Zeitraums einer Xi-Rede so oft wie möglich Beifall spenden und ihr Ergebnis in einem Wettbewerb mit anderen teilen.
Laut der chinesischen Dissidentin Cai Xia (2022) wird der Personenkult, den Xi um sich aufbaut, von Teilen der Kommunistischen Partei mit Skepsis betrachtet. Gleiches gilt für seine Rücknahme wirtschaftlicher Reformen und die strikte Reaktion auf die COVID-19-Pandemie in der VR China. Der China-Experte Kerry Brown differenziert beim Personenkult zwischen Mao und Xi. Während jener als unabhängige Autorität die KPCh während der Kulturrevolution habe herausfordern können, liege Xis Stärke in der Macht der KPCh.
Um die Kommunistische Partei Chinas auf seine Person zu zentrieren, hat Xi Schlüsselpositionen mit Vertrauten besetzt. Während auf den unteren Ebenen der Parteihierarchie vor allem die Leistung ein ausschlaggebendes Moment für den Aufstieg ist, werden persönliche Netzwerke bedeutsamer, je höher es auf der Leiter innerhalb der Partei geht. Xi machte sich dies zunutze, so dass beispielsweise im Ständigen Ausschuss des 19. Parteitags fünf der sieben Mitglieder eng mit ihm verbunden waren und im Politbüro 15 von 25. Bis Ende 2022 waren alle Provinzgouverneure und 90 Prozent der Parteisekretäre der Provinzen von Xi ernannt worden. Die Gefolgsleute Xis sind in der chinesischen Politik mittlerweile so dominant geworden, dass die Einteilung in Faktionen wie „Jugendliga“ oder „Shanghai-Clique“ nicht mehr als Erklärungsmodell taugt. Stenslie und Galtung (2023) teilen die unterschiedlichen politischen Interessengruppen daher anhand ihrer zeitlichen Beziehung zu Xi ein. So besteht die „Prinzenpartei“ aus Gefolgsleuten, die Xi seit seiner Jugend oder aus Yan’an kennen, während die größte Faktion aus seinem Lebensabschnitt aus Shaanxi herrührt.
Als sein ältester Freund an der politischen Spitze und engster Berater in Wirtschaftsfragen gilt das Politbüromitglied Liu He, der Xi seit Kindestagen in Peking kennt. Qishan wird als der Xi nahestehendste Weggefährte angesehen; der „Überragende Führer“ gab ihm die Verantwortung für die Antikorruptionskampagne und gestalterischen Einfluss auf die Außenpolitik Chinas. Beobachter erachten Qishan als den zweitmächtigsten Mann in China hinter Xi. Eine weitere Schlüsselstellung im persönlichen Netzwerk Xis hat Chen Xi inne; sie kennen sich seit den 1970er Jahren vom Studium an der Pekinger Tsinghua-Universität. Seit 2017 leitet Chen die für die Partei wichtige Organisationsabteilung der KPCh. Als Kopf hinter Xis Ideologie vom Chinesischen Traum gilt Wang Huning, der bereits Jiang und Hu als enger Berater gedient hatte und mitunter als „China’s Henry Kissinger“ bezeichnet wurde. Sie kennen und schätzen sich seit dem Einzug Xis in den Ständigen Ausschuss 2007. Bis zu seinem Tod im April 2023 war Wang Shaojun der engste Vertraute Xis im Bereich der Sicherheit. Wang war ursprünglich sein Leibwächter, bis er ihn 2015 zum Chef der zentralen Sicherheitsabteilung der Kommunistischen Partei Chinas ernannte, die einen dem Secret Service vergleichbaren Tätigkeitsbereich hat. In der Zuständigkeit Wangs lagen somit der Schutz der Partei- und Staatsführung sowie deren Familien in Zhongnanhai. Weil Xi sich seit der Antikorruptionskampagne um seine Sicherheit sorgte, war es ihm wichtig jemanden, den er persönlich gut kannte und vertraute, mit dieser Position zu betrauen. Liu, Qishan, Chen, Wang Huning und in der Vergangenheit Wang Shaojun bilden den innersten Zirkel um den „Überragenden Führer“; abgesehen von diesen haben nur wenig andere Zugang zu Xi.

#### Xi Jinpings Ideen des Sozialismus chinesischer Prägung im neuen Zeitalter

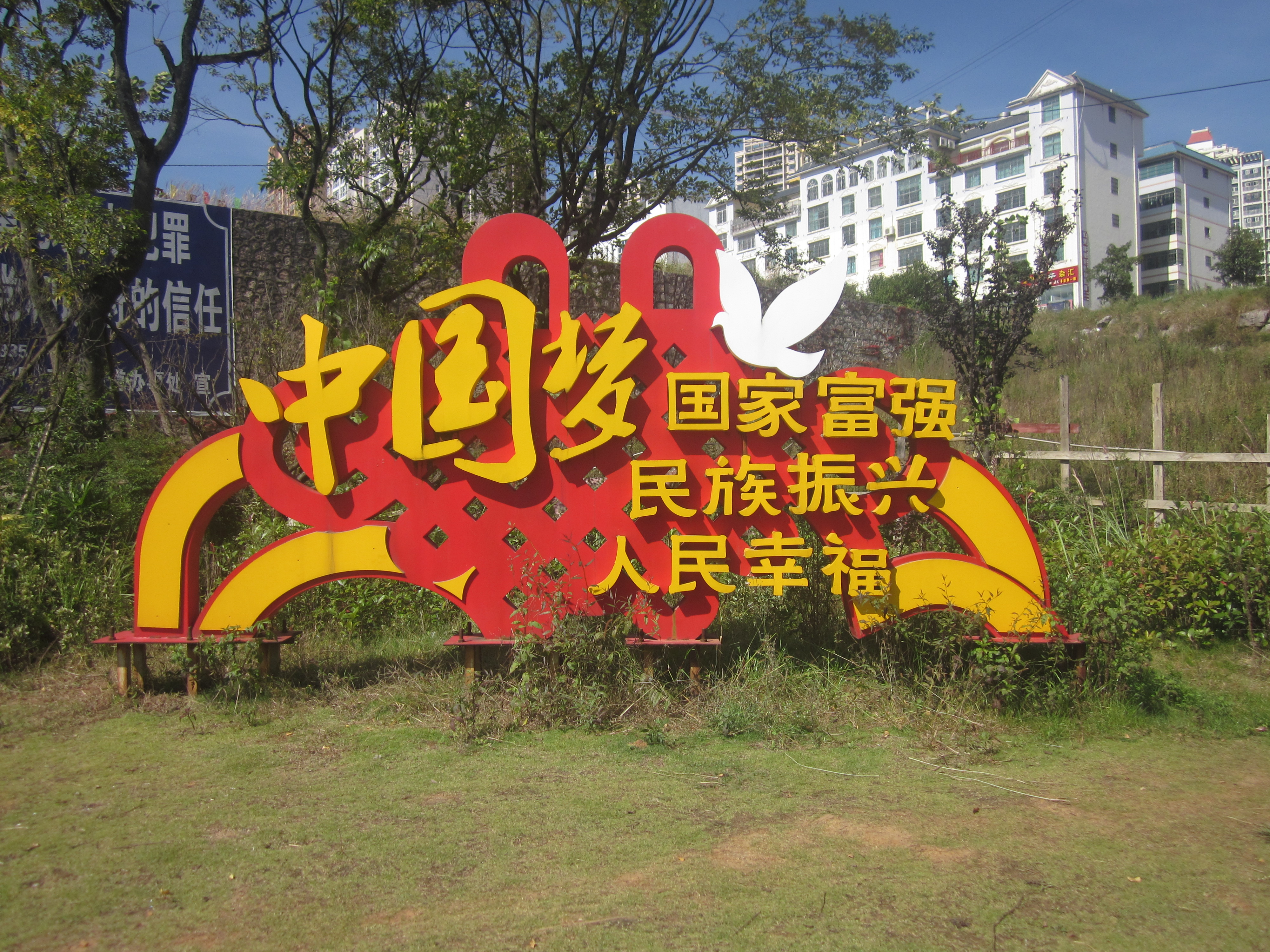
Slogans des Chinesischen Traums auf einer Reklametafel (Guizhou 2019)

Im Zentrum von Xis Ideologie liegt das Konzept des Chinesischen Traums. Dieser postuliert als Ziele eine Nation bescheidenen Wohlstands und eine Verjüngung Chinas sowie den Aufstieg zu der Supermacht, die es bis zum Jahrhundert der Demütigung immer gewesen sei. Xi kommunizierte diese Idee unmittelbar nach seiner Amtseinführung als Generalsekretär, weshalb der Chinesische Traum eng mit seiner Person verknüpft ist. Dessen Botschaften sind im öffentlichen Raum und in den Medien allgegenwärtig. Oft werden dabei Parolen des Chinesischen Traums mit Abbildungen von Xi und seiner Gattin gezeigt wie zum Beispiel in den weit verbreiteten Chinesischen Kalendern. Eine Funktion des Chinesischen Traums ist außerdem als „sozialer Klebstoff“ den gesellschaftlichen Zusammenhalt zu festigen und eine nationale Identität zu konstruieren, die durch Krisen in der Vergangenheit hinterfragt worden sei. Des Weiteren soll diese Ideologie Enthusiasmus für Xi und die KPCh wecken. Die Vagheit des Chinesischen Traums lässt den Bürgern die Möglichkeit, ihn mit eigener Bedeutung auszufüllen, womit ein persönliches Band zwischen diesen und Xi geschaffen werde. Stenslie und Galtung sehen in dem Konzept mehrere Funktionen von Religion im Sinne Émile Durkheims als erfüllt an.

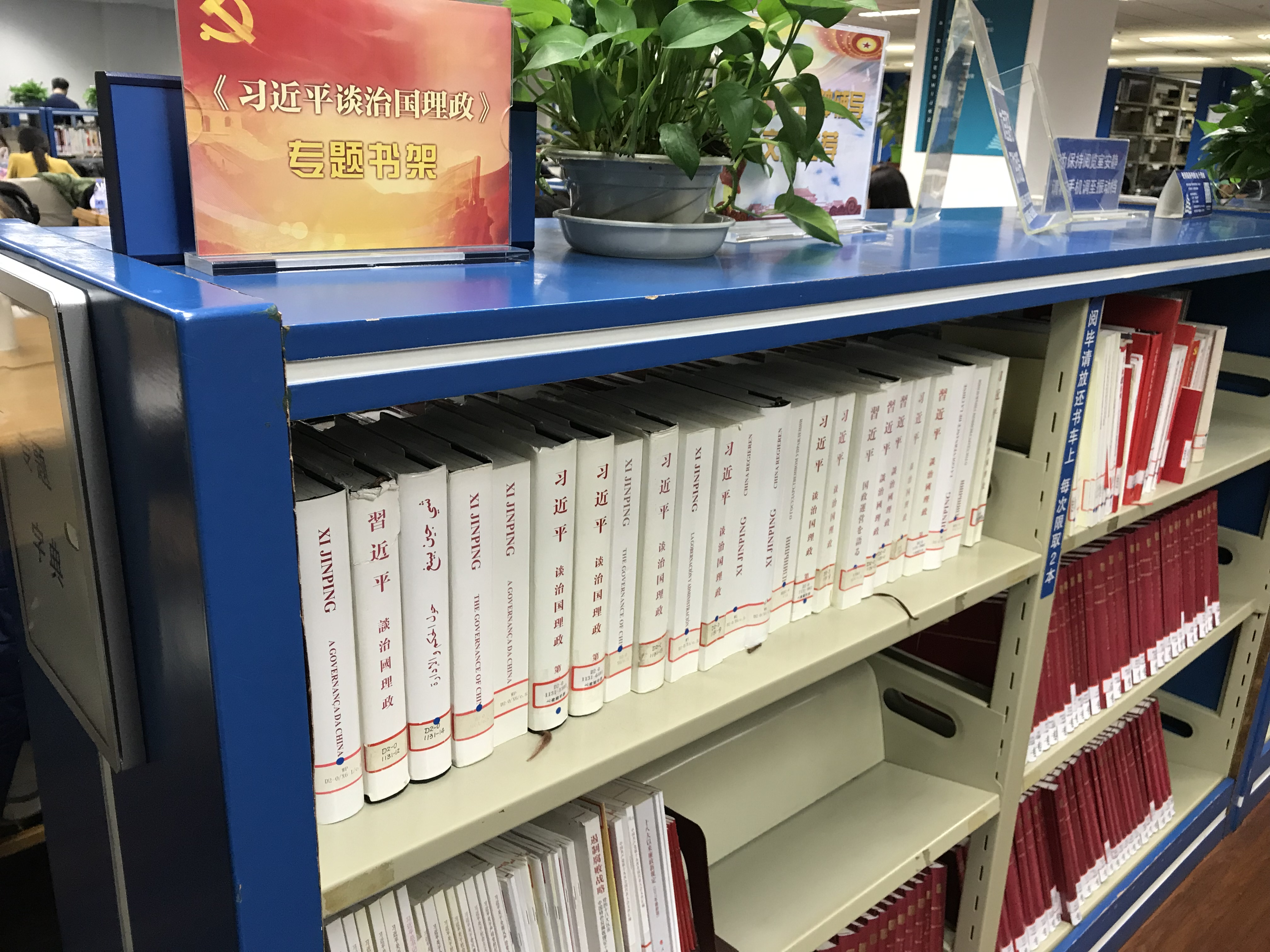
In verschiedenen Sprachen übersetzte Ausgaben des Buches „China regieren“; einer Sammlung der Reden und Gedanken von Xi Jinping.

Wie kein „Überragender Führer“ vor ihm gründet Xi seinen Führungsanspruch und die Legitimität der KPCh als gesellschaftlich führende Kraft in China auf die Geschichte des Landes. Sich selbst zelebriert er als „Wahrer der Tradition des guten Regierens zum Wohle des Volkes“. Während unter Mao Zedong der Konfuzianismus geächtet wurde, besuchte Xi Jinping mit Qufu den Geburtsort von Konfuzius und integrierte Zitate aus dessen Lehren in die Parteirhetorik ein. Sein Versuch, eine Synthese aus den Lehren von Konfuzius und Karl Marx zu etablieren, unterstützt unter anderem im Jahr 2023 durch eine TV-Serie im Staatssender Hunan Television, die eine fiktive Begegnung der beiden darstellt, hat auch bei inländischen Beobachtern für Verwirrung und teilweise Spott gesorgt.

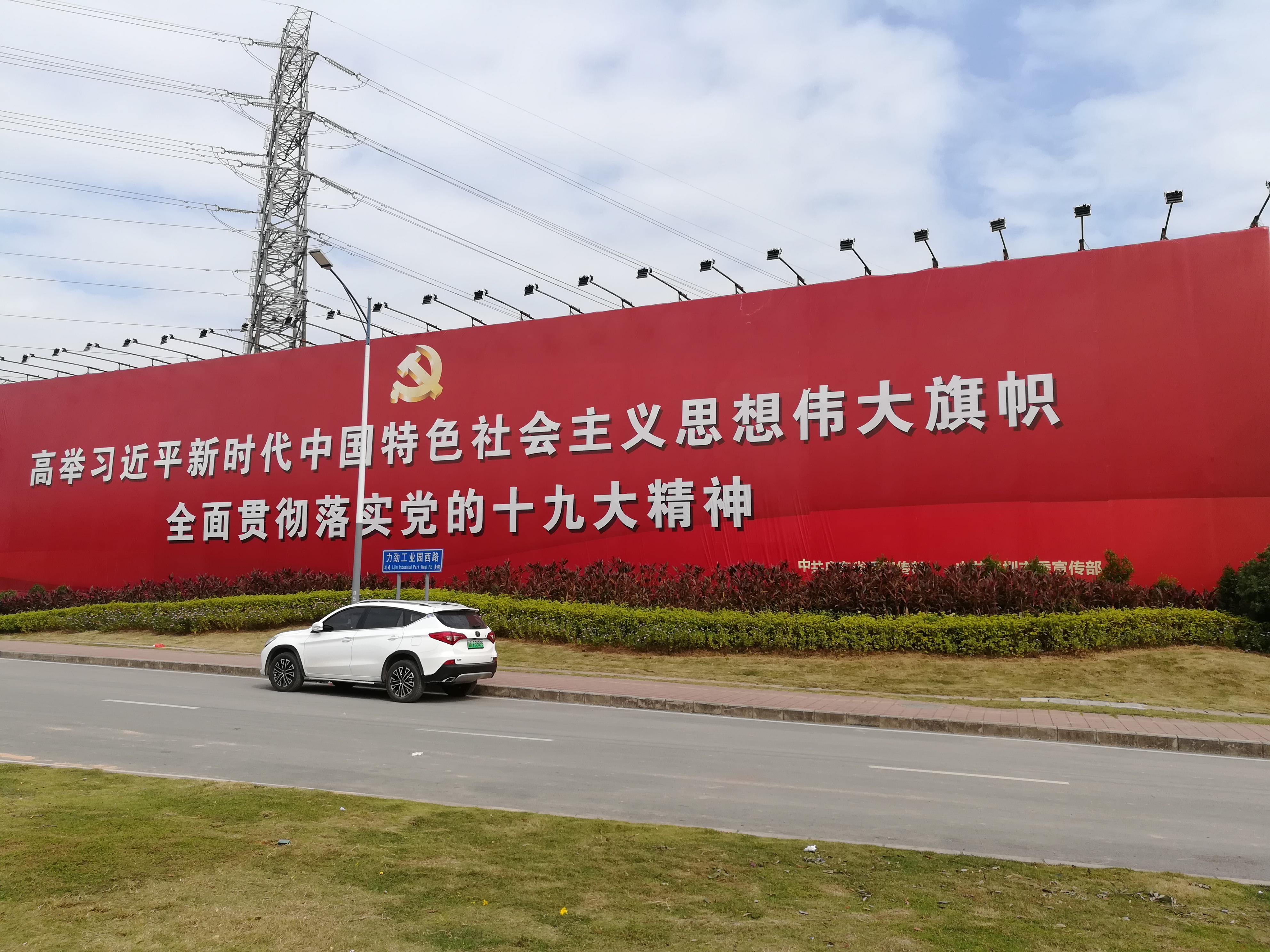
Ein Werbebanner zu Xi-Jinpings-Gedanken zum Sozialismus chinesischer Prägung, angebracht an einer Straße im Bezirk Longhua, Stadt Shenzhen, Provinz Guangdong, 2017

Im Oktober 2017 stärkten die Delegierten auf dem 19. Parteitag seine Machtposition, indem sie „Xi Jinpings Ideen des Sozialismus chinesischer Prägung im neuen Zeitalter“ als Leitlinie in die Parteiverfassung aufnahmen. Xi ist damit nach Mao Zedong der zweite Parteiführer, der noch während seiner Amtszeit namentlich in den Statuten erwähnt wird. Der 20. Parteitag erklärte die Xi-Ideologie zur „Quintessenz des Marxismus in China und im 21. Jahrhundert“. Außerdem wurden alle Parteimitglieder dazu verpflichtet, Xi Jinpings Ideen zu folgen und sie in alle Bereich der Gesellschaft zu implementieren.
Am 4. Mai 2018 bekannte sich Xi Jinping in der chinesischen Hauptstadt Peking während der Zeremonie anlässlich des 200. Geburtstages von Marx – Verfasser des „Kapitals“ – öffentlich zu der im 19. Jahrhundert begründeten Gesellschaftslehre des Marxismus. Der australische Politologe John Garnaut stellt in der Xi-Ideologie fest, dass Xi sich für China der „revolutionären Philosophie“ von Josef Stalin verpflichtet hat. Somit positioniert er ihn als Verteidiger von Stalins Erbe.

#### Antikorruptionskampagne
Direkt nach seiner Wahl zum Generalsekretär initiierte Xi eine Antikorruptionskampagne; diese war die größte ihrer Art seit der Kulturrevolution und wurde maßgeblich von Wang Qishan als Vorsitzendem des zentralen Disziplinarkomitees der KPCh gesteuert. Laut Angaben des Komitees wurden bis Oktober 2017 2,7 Millionen Staatsbedienstete untersucht und davon 1,5 Millionen sanktioniert. Insgesamt waren 440 Amtsträger in Spitzenpositionen von Partei und Streitkräften von den Ermittlungen betroffen. Bis 2020 wurden mehr als 13.000 Offiziere, darunter 100 Generale, im Zuge der Antikorruptionskampagne aus der Volksbefreiungsarmee entfernt. Der Kampf gegen „Tiger und Fliegen“, also gegen sehr hochrangige Funktionäre („Tiger“) und untergeordnete Beamte („Fliegen“), führte zu einer höheren Anzahl von Gerichtsverfahren, als von den meisten erwartet worden war. Der erste „Tiger“, der in die Mühlen der Antikorruptionskampagne geriet und zu einer langen Haftstrafe verurteilt wurde, war Anfang Dezember 2012 mit Li Chuncheng der stellvertretende Parteisekretär von Sichuan und Bürgermeister von Chengdu. Im Juli 2014 wurden Ermittlungen gegen Zhou bekannt; die Behörden beschlagnahmten laut eigenen Angaben dessen Vermögenswerte von mehr als 10 Milliarden Euro. Im Jahr darauf erhielt er eine lebenslange Freiheitsstrafe. Wie andere hochrangige Parteiführer ist er im „Tigerkäfig“, dem Qincheng-Gefängnis, inhaftiert. Mit der Verfolgung von Zhou brach Xi das ungeschriebene Gesetz, dass ehemalige Mitglieder des Ständigen Ausschusses politische Immunität genießen. Seit dem Fall der Viererbande im Oktober 1976 war kein derart hochrangiger Parteiführer mehr das Opfer von Strafverfolgung geworden.
Im Jahr 2015 wurde Ling wegen Korruption und Machtmissbrauch zu einer lebenslangen Gefängnisstrafe verurteilt. Ende 2014 traf das gleiche Strafmaß mit General Xu Caihou einen hochrangigen Militär. Im Jahr 2016 wurde mit Guo Boxiong ein weiterer General zu lebenslanger Haft verurteilt. In vielen Fällen wurden die Ermittlungen durch einen sexuell ausschweifenden Lebensstil der Betreffenden ausgelöst, die sich oft mehrere Konkubinen hielten und diesen einen luxuriösen Lebenswandel finanzierten. Seit der wirtschaftlichen Öffnung in den 1980er Jahren hatte sich diese, aus der Kaiserzeit stammende Praxis als eine Art Statussymbol wieder verbreiten können. In einem Kommentar bei Xinhua im Januar 2013 verurteilte Xi diesen Lebenswandel der Parteifunktionäre. Nicht zuletzt dank der durch die KPCh gesteuerten Propaganda erfreute sich die Antikorruptionskampagne einer großen Popularität. Ab März 2017 wurde sie auf Geheiß des zentralen Disziplinarkomitees in einer Fernsehserie auf Hunan Television, einem der beliebtesten chinesischen Sender, mit den prominenten Schauspielern Zhang Fengyi und Lu Yi thematisiert. Die Serie wurde in der VR China zu einem Blockbuster.
Xi nutzte die Antikorruptionskampagne, um seine eigene Machtposition zu stärken, denn das Vorgehen war sehr selektiv. Parteiführer aus Xis „Prinzenpartei“ sahen sich mit Ausnahme von Bo keiner Verfolgung ausgesetzt, die hauptsächlich das Netzwerk von Jiang und Hu betraf. Gleichfalls wurden die Parteifunktionäre in den Provinzen, in denen Xi seinen Karriereweg beschritten hatte, von der Antikorruptionskampagne eher verschont. So blieb ein wichtiger Förderer seiner frühen Parteikarriere, Jia Qinglin, dessen Familie als besonders korrupt angesehen wird und in den Panama Papers genannt wurde, mitsamt seinem Klan unbehelligt. Während seiner zweiten Amtszeit als Generalsekretär institutionalisierte und erweiterte Xi die Antikorruptionskampagne. Sie verfolgte nun nicht mehr nur korrupte Parteikader, sondern auch solche, die sich nicht an die politischen Leitlinien hielten, Zielvorgaben verpassten oder es an Loyalität zur KPCh und Xi missen ließen. Stenslie und Galtung (2023) ordnen die Kampagne mit Eintritt in dieses Stadium als ein Mittel zur Einschüchterung des Parteiapparats insgesamt ein.

#### Verfolgung und Umerziehung der Uiguren
Unter Führung von Xi Jinping begann 2014 im Uigurischen Autonomen Gebiet Xinjiang die Verfolgung und Umerziehung der Uiguren und anderer der in dieser Region der VR China heimischen ethnischen und religiösen Minderheiten wie der Hui-Chinesen und Kasachen, deren Hauptreligion der Islam ist. 2010 waren 58 Prozent der Bevölkerung Xinjiangs Muslime, während viele der dort nach Eingliederung Xinjiangs in die VR China (1949) angesiedelten Han-Chinesen die chinesischen Volksreligionen Daoismus, Konfuzianismus oder Buddhismus praktizieren oder nicht religiös gebunden sind. Bei der Auslöschung des radikalen Islams, so Xis Direktive, solle „keine Gnade“ gezeigt werden; es sei ein „umfassender“ Kampf gegen Terrorismus, Infiltration und Separatismus notwendig. Bis zu einer Million der in der Region Xinjiang beheimateten Uiguren und Kasachen wurden deshalb in speziellen Lagern interniert. Die chinesische Regierung wirft den Internierten Separatismus und islamistischen Terror vor und will sie zwingen, ihre kulturelle Identität, Religion und Sprache aufzugeben. Regierungsseitig wird allerdings nicht von Internierungslagern, sondern von „Bildungszentren“ gesprochen, die gegen eine islamistische Radikalisierung helfen würden. Xi Jinping hatte die Einrichtung solcher Umerziehungslager in Xinjiang zwar nicht direkt angeordnet, aber diese 2014 in mehreren Reden zur Bekämpfung des radikalen Islams in der Region für notwendig erachtet.
Einige Wochen vor seinem Besuch in Xinjiang waren bei dem von militanten Uiguren verübten Massaker im Bahnhof Kunming mehr als 150 Menschen niedergestochen und 31 getötet worden. Am letzten Tag von Xis viertägigem Aufenthalt in der Region Xinjiang sprengten sich zwei Uiguren vor einem Bahnhof der Gebietshauptstadt Ürümqi in die Luft; drei Menschen wurden getötet und 79 weitere verletzt. Kurz danach töteten Attentäter bei einem Terroranschlag auf einen Gemüsemarkt von Ürümqi mindestens 31 Menschen; mehr als 90 wurden verletzt. Nachdem sich die US-Truppen aus dem benachbarten Afghanistan zurückzogen, war Xi Jinping auch darüber besorgt, dass so vermehrt Terror nach China gelangt sei.

#### Wirtschaftspolitik
Xi galt anfangs als Wirtschaftsreformer, und das dritte Plenum des 18. ZK unter ihm kündigte im Oktober 2016 an, dass die „Marktkräfte“ bei der Ressourcenverteilung eine „entscheidende“ Rolle spielen würden. Nach seinem Amtsantritt setzte die chinesische Wirtschaft ihren Wachstumskurs fort, allerdings mit leicht abnehmender Tendenz. Als große außenwirtschaftspolitische Initiative stellte Xi 2013 das Projekt Neue Seidenstraße vor, das chinesische Infrastrukturinvestitionen im Ausland in Billionenhöhe ankündigte. Im Jahr 2015 wurde die Asiatische Infrastrukturinvestmentbank zur Finanzierung von Infrastrukturprojekten gegründet. Im selben Jahr wurde mit der Initiative Made in China 2025 ein ambitionierter Plan verabschiedet, um China in den folgenden Jahren mit massiver staatlicher Unterstützung zu einem Weltmarktführer in verschiedenen strategischen Sektoren der Spitzentechnologie zu machen.
Im Verlauf seiner Amtszeit begann sich das Bild Xis im Ausland als Wirtschaftsliberaler zu wandeln. So verkündete er eine Politik des „doppelten Kreislaufs“, d. h. eine Neuausrichtung der Wirtschaft auf den Binnenkonsum und technologische Unabhängigkeit vom Ausland. Die Rolle von Staatsunternehmen in der Wirtschaft wurde zunehmend gestärkt, Parteistrukturen innerhalb privater Unternehmen wurden ausgebaut und Parteiideologie propagiert. Seit dem Ausbruch des Handelskonflikts mit den USA im Jahr 2018 hat Xi den Ruf nach „Eigenständigkeit“ wiederbelebt.
Im November 2020 wurde berichtet, dass Xi persönlich einen Stopp des Börsengangs der Ant Group anordnete, nachdem deren Gründer Jack Ma die staatliche Regulierung im Finanzwesen kritisiert hatte. 2021 verkündete Xi unter dem Schlagwort „gemeinsamer Wohlstand“ eine Initiative, welche dem Abbau der Ungleichheit in der Gesellschaft und der Bekämpfung von Wirtschaftsmonopolen dienen soll. Mit folgenden regulatorischen Eingriffen in große Technologieunternehmen wurden Billionen an Börsenwerten vernichtet. Zu den Maßnahmen, die gegen Technologieunternehmen ergriffen wurden, gehören Geldstrafen für große Technologieunternehmen und die Verabschiedung von Gesetzen wie einem Datensicherheitsgesetz. Es wurde auch privaten Nachhilfeunternehmen verboten, Gewinne zu erzielen und an Wochenenden sowie in den Ferien zu unterrichten, wodurch die gesamte Branche praktisch zerstört wurde. Unternehmen wie die Alibaba Group und Tencent kündigten daraufhin große Spenden in Milliardenhöhe für wohltätige Zwecke an. Zu den weiteren Maßnahmen gehörten das vollständige Verbot von Kryptowährungen und das Einschränken der Spielzeit von Videospielen.
2021 verkündete Xi einen „vollständigen Sieg“ über die extreme Armut und sagte, dass unter seiner Amtszeit fast 100 Millionen Menschen aus der Armut befreit worden seien.

#### Zensur und Überwachung
Unter Xi Jinping wurde in China die Massenüberwachung stark ausgebaut und ein Sozialkredit-System eingeführt, wobei diese beiden Prozesse miteinander verbunden sind. Zuerst begründeten allgemeine Sicherheitsaspekte den Zweck der Kameraüberwachung im öffentlichen Raum; mit der stetigen Verbesserung der technischen Gesichtserkennung wurde ihr Einsatzgebiet vertieft und umfasst die Ortung und das Verhalten von identifizierbaren Individuen. Das Sozialkredit-System, dessen Idee vom dritten Plenum des 18. Zentralkomitees vom Oktober 2016 herrührt, strebt das Monitoring des einzelnen Bürgers an und seine Kontrolle über ein System aus verhaltensspezifischer Belohnung und Bestrafung. Bis Ende 2019 war das Sozialkredit-System aber noch weit von einer landesweiten Einführung entfernt.

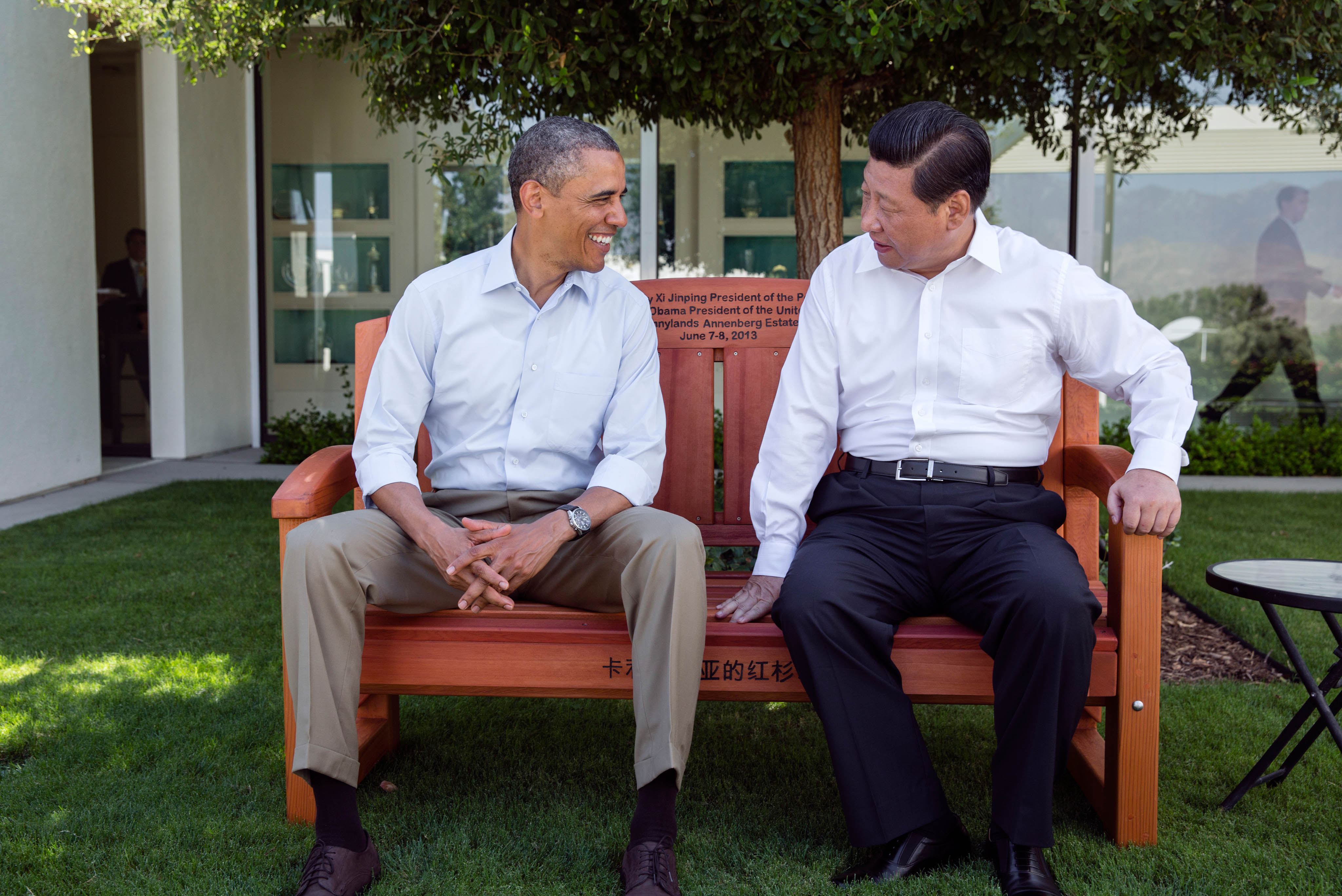
Xi Jinping mit US-Präsident Barack Obama im Jahr 2013

Auf einem Foto aus dem Jahr 2013, das ihn mit Barack Obama zeigt, wurde Xi Jinping Ähnlichkeit mit der Zeichentrickfigur Winnie Puuh nachgesagt. Der Vergleich entwickelte sich zu einem Meme in den sozialen Medien und rief die chinesische Zensur auf den Plan.
Im Netz wurden auf Plattformen wie Sina Weibo Bilder von Pu dem Bären und die bloße Nennung seines Spitznamens Little Bear Winnie immer wieder unterdrückt. Auch der 2018 erschienene Disney-Film Christopher Robin, der auf dem Kinderbuch Pu der Bär basiert, durfte in China nicht gezeigt werden.

#### Außenpolitik

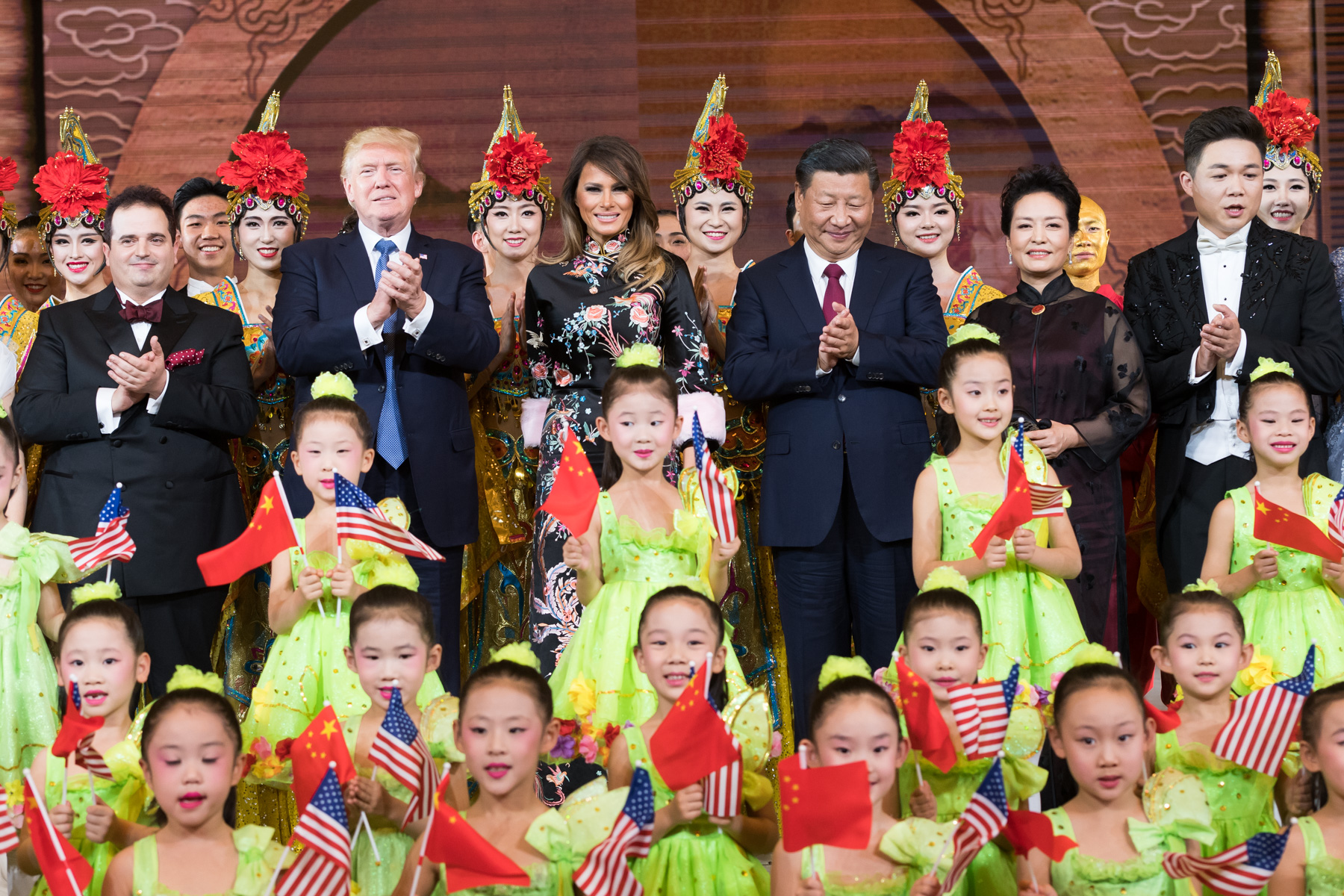
Xi Jinping mit seiner Frau Peng Liyuan, Donald und Melania Trump im November 2017

Noch während seiner Zeit als Gouverneur der südostchinesischen Provinz Fujian setzte sich Xi dafür ein, Unternehmern aus dem technisch hochentwickelten Inselstaat Taiwan Anreize für Investitionen in der VR China zu bieten. Dabei setzte er damals auf eine Öffnung zur Marktwirtschaft. Auch hatte China unter Xi anfangs eine kritischere Haltung gegenüber Nordkorea angenommen, während sich die Beziehungen zu Südkorea verbesserten.

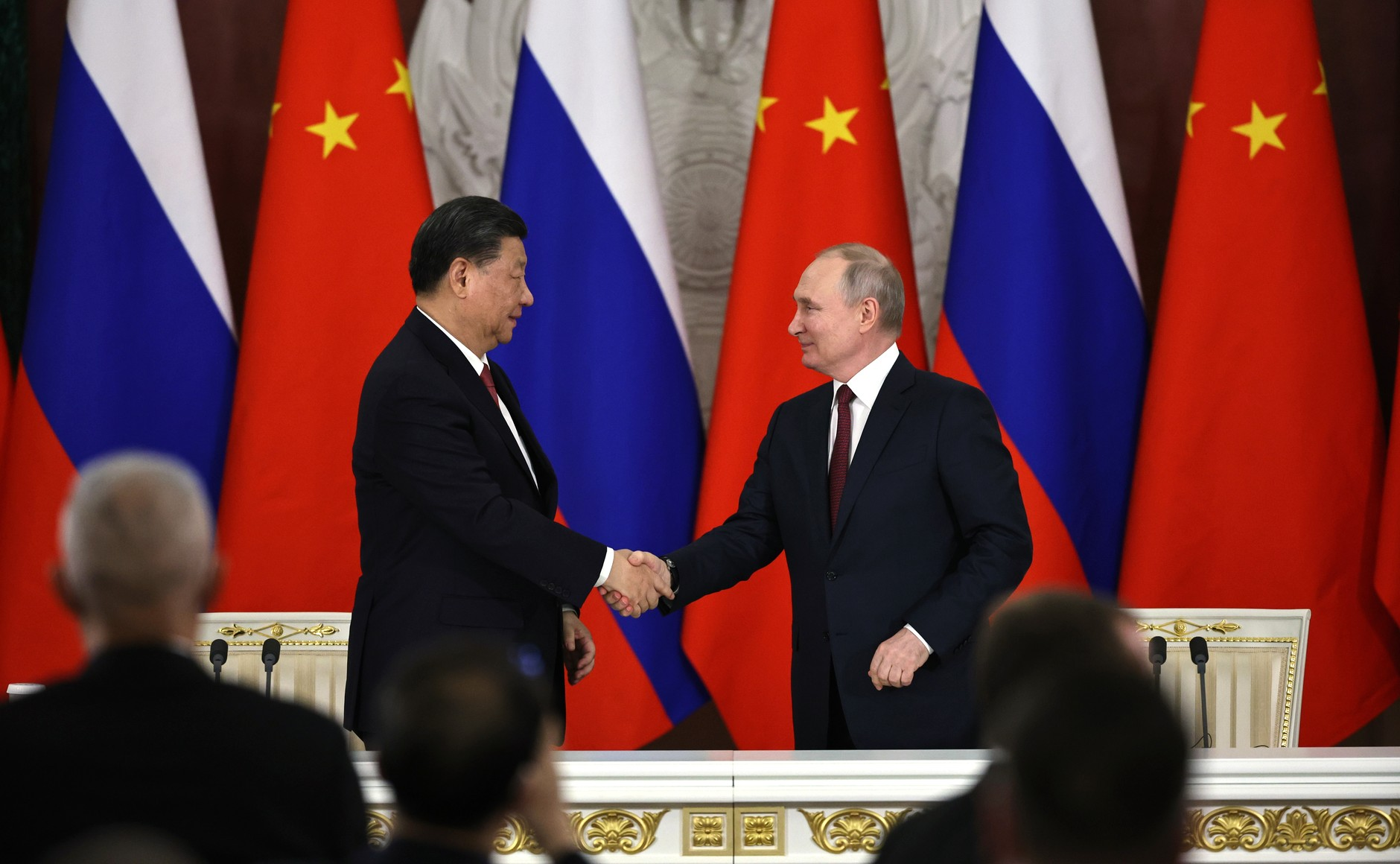
Xi Jinping mit dem russischen Präsidenten Wladimir Putin im März 2023

Im Zuge der Ukraine-Krise 2014 verstärkten sich die Beziehungen mit Russland. Xi Jinping und der russische Präsident Wladimir Putin vertreten in vielerlei Hinsicht gemeinsame Positionen gegenüber „dem Westen“. Im September 2015 versprach Xi, die Spratly-Inseln nicht zu militarisieren, im Bewusstsein, dass China gleichzeitig bereits militärische Anlagen auf dem Fiery Cross Atoll errichtete.

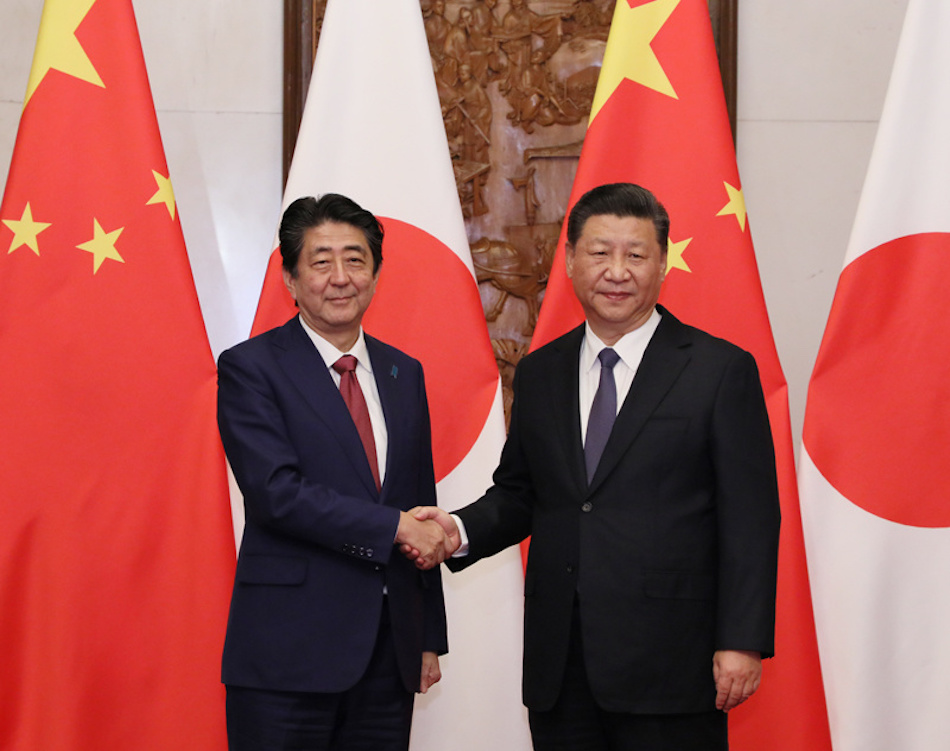
Xi mit dem japanischen Premierminister Shinzō Abe im Jahr 2018

Die Beziehungen zu Japan werden weiterhin vom Konflikt um die Senkaku-Inseln und die aus chinesischer Sicht ungenügende Aufarbeitung japanischer Kriegsverbrechen im Zweiten Weltkrieg überschattet. Zu den chinesisch-amerikanischen Beziehungen sagte Xi in der Öffentlichkeit: „Wenn China und die Vereinigten Staaten in Konfrontation sind, wäre es sicherlich eine Katastrophe für beide Länder.“
Auf dem Weltwirtschaftsforum in Davos präsentierte sich der Staatschef 2017 in einer fast einstündigen Rede als „glühender Verfechter“ der Globalisierung und des Freihandels. Klaus Schwab, Gründer und Leiter des Forums, sagte dazu: „Das war eine sehr sehr wichtige Rede an einem historischen Zeitpunkt“. Xi befürworte in dieser Rede den Multilateralismus und den „Aufbau einer offeneren und inklusiveren Weltwirtschaft“. Seine politische Agenda veröffentlichte Xi unter dem Titel Schicksalsgemeinschaft der Menschheit. Xi stellte ebenfalls anlässlich seines Auftritts in Davos 2021 unter der Bezeichnung Common values of humanity (quan renlei gongtong jiazhi, wörtlich „[…] der gesamten Menschheit“) einen eigenen Wertekanon vor. Diesen Kanon hatte wenige Tage kurz zuvor ein Beitrag im Theorieorgan Qiushi der KPCh in Erinnerung gerufen; demnach habe Xi Jinping ihn bereits im Jahr 2015 vor den Vereinten Nationen verwendet (Qiushi 2021). Der Wertekanon bestehe demnach aus sechs Konzepten: peace (heping – Frieden), development (fazhan – Entwicklung), equity (gongping – Unparteilichkeit), justice (zhengyi – Gerechtigkeit), democracy (minzhu – Demokratie) und freedom (ziyou – Freiheit).
China verurteilte die Sanktionen gegen Russland seit dem Überfall auf die Ukraine und war daran beteiligt, diese zu unterlaufen, was zu verstärkten Konflikten mit den Staaten der Westlichen Welt führte. Vor einem Einsatz von Atomwaffen im Ukraine-Krieg soll Xi den russischen Präsidenten gewarnt haben. Im Februar 2023 veröffentlichte China einen Friedensplan für die Beilegung des Krieges, der international auf unterschiedliche Reaktionen stieß.
Insbesondere pflegt Xi die chinesisch-russischen Beziehungen und traf sich bis November 2024 über 60-mal mit Putin. Nach dem russischen Überfall auf die Ukraine wiesen Beobachter vermehrt auf eine Achse Peking-Moskau-Teheran-Pjöngjang hin, die sich zu bilden beginne. Teilweise wurde auf historische Parallelen zu den Achsenmächten in den 1930er und 1940er Jahren hingewiesen. Vorrangig gehe es China, Iran und Nordkorea in der Kooperation um die Unterstützung Russlands. Die ideologische Schnittmenge in dieser Konstellation bestehe vor allem aus der Ablehnung des Westens und dessen demokratischen Werten.

## Dokumentationen
- Die neue Welt des Xi Jinping. (Originaltitel: Le monde Xi Jinping.) TV-Dokumentation in HD von Sophie Lepault und Arnaud Xainte; Frankreich 2021; Deutsche Synchronfassung: Arte 2021 (Auf: youtube.com – Archive.org); Mitwirkend: Antoine Bondaz (Forscher der Stiftung für strategische Studien [FRS]), Yu Jie (Biograf von Xi Jinping im Exil [USA]), Francois Bougon (Autor von Dans la tête de Xi Jinping.), Kerry Brown (engl. Diplomat), Stein Ringer (Politologe, Universität Oxford), Zhang Lifan (chinesischer Historiker), Jean Pierre Cabesteau (Politologe, Université Baptiste de Hong Kong) und andere.
- ZDFinfo Dokus & Reportagen: Chinas Staatspräsident zwischen Autokratie und Winnie Puuh – Wer ist Xi Jinping? auf YouTube, 23. Juli 2022 (Laufzeit: 15:14 min).
- Hörfunkreportage von Ruth Kirchner und Steffen Wurzel: 100 Jahre Kommunistische Partei Chinas: Eine Staatspartei feiert sich selbst. In: br.de. 27. Juni 2021, abgerufen am 10. August 2024.
- »Spezial China«. (Doku-Stream werbefrei, Verfügbar: 14/10/2022 bis 03/10/2024, Dauer: 26 min). In: Mit offenen Karten – Geopolitisches Magazin. Arte, 15. Oktober 2022, abgerufen am 21. März 2023.